# Bad Homburg vor der Höhe

Corporate-Design-Logo der Stadt Bad Homburg vor der Höhe (seit 2021)

Bad Homburg vor der Höhe (amtlich Bad Homburg v. d. Höhe, bis 1912 Homburg vor der Höhe) ist die Kreisstadt des Hochtaunuskreises mit 56.688 Einwohnern (31. Dezember 2024) und liegt in der Metropolregion Frankfurt/Rhein-Main. International bekannt geworden ist die Stadt durch ihre zahlreichen Wasserquellen als Kur- und späterer Kongressort und auf Grund der bereits 1841 gegründeten Spielbank, die „Mutter von Monte-Carlo“ genannt wird. Bad Homburg ist eine von sieben Städten mit Sonderstatus im Land Hessen und gemäß hessischem Landesentwicklungsplan als Mittelzentrum ausgewiesen. Mit einem Kaufkraftindex von 156,4 lag Bad Homburg vor der Höhe 2020 im bundesweiten Spitzenbereich.

## Geographie

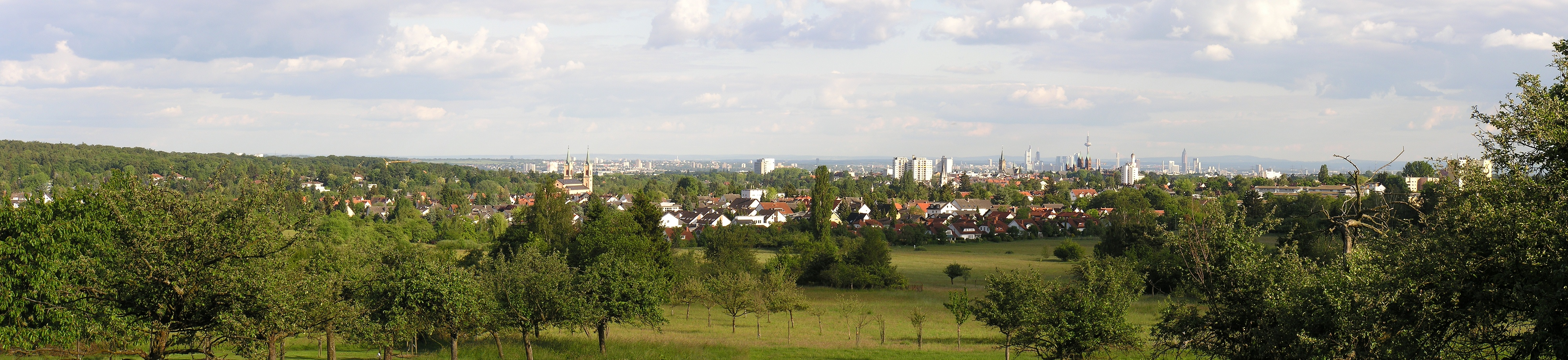
Panorama von Bad Homburg vom Kirdorfer Feld aus, Juni 2006

Die Stadt Bad Homburg liegt in 137 bis 250 m ü. NN, im Mittel bei 194 Metern.

### Nachbargemeinden
Bad Homburg grenzt im Norden an die Gemeinde Wehrheim und die Stadt Friedrichsdorf, im Osten an die Städte Rosbach vor der Höhe und Karben (beide Wetteraukreis), im Süden an die kreisfreie Stadt Frankfurt am Main (Stadtteile Nieder-Erlenbach und Nieder-Eschbach), im Südwesten an die Stadt Oberursel (Taunus), im Westen (zu einem minimalen Teil) an die Gemeinde Schmitten im Taunus sowie im Nordwesten an die Stadt Neu-Anspach.

### Stadtgliederung

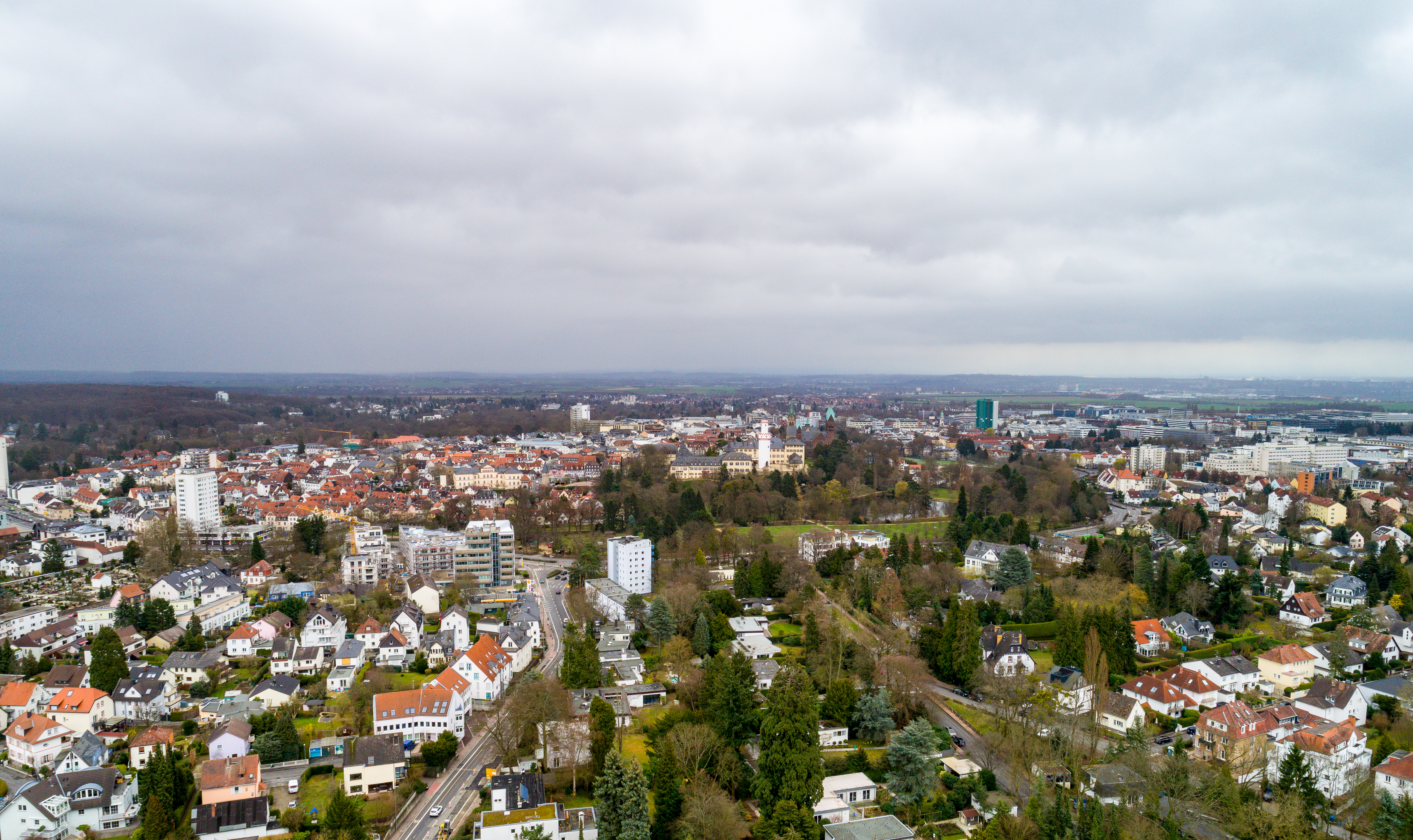
Bad Homburg Stadtmitte mit Altstadt, Schloss und Kurpark

Gemäß § 4 der Hauptsatzung der Stadt Bad Homburg v.d.Höhe verfügt Bad Homburg über sieben Ortsbezirke. Für jeden Ortsbezirk existiert ein Ortsbeirat. Die Ortsbezirke lauten wie folgt:
- Berliner Siedlung/Gartenfeld
- Dornholzhausen
- Gonzenheim
- Kirdorf
- Innenstadt
- Ober-Eschbach
- Ober-Erlenbach

## Geschichte

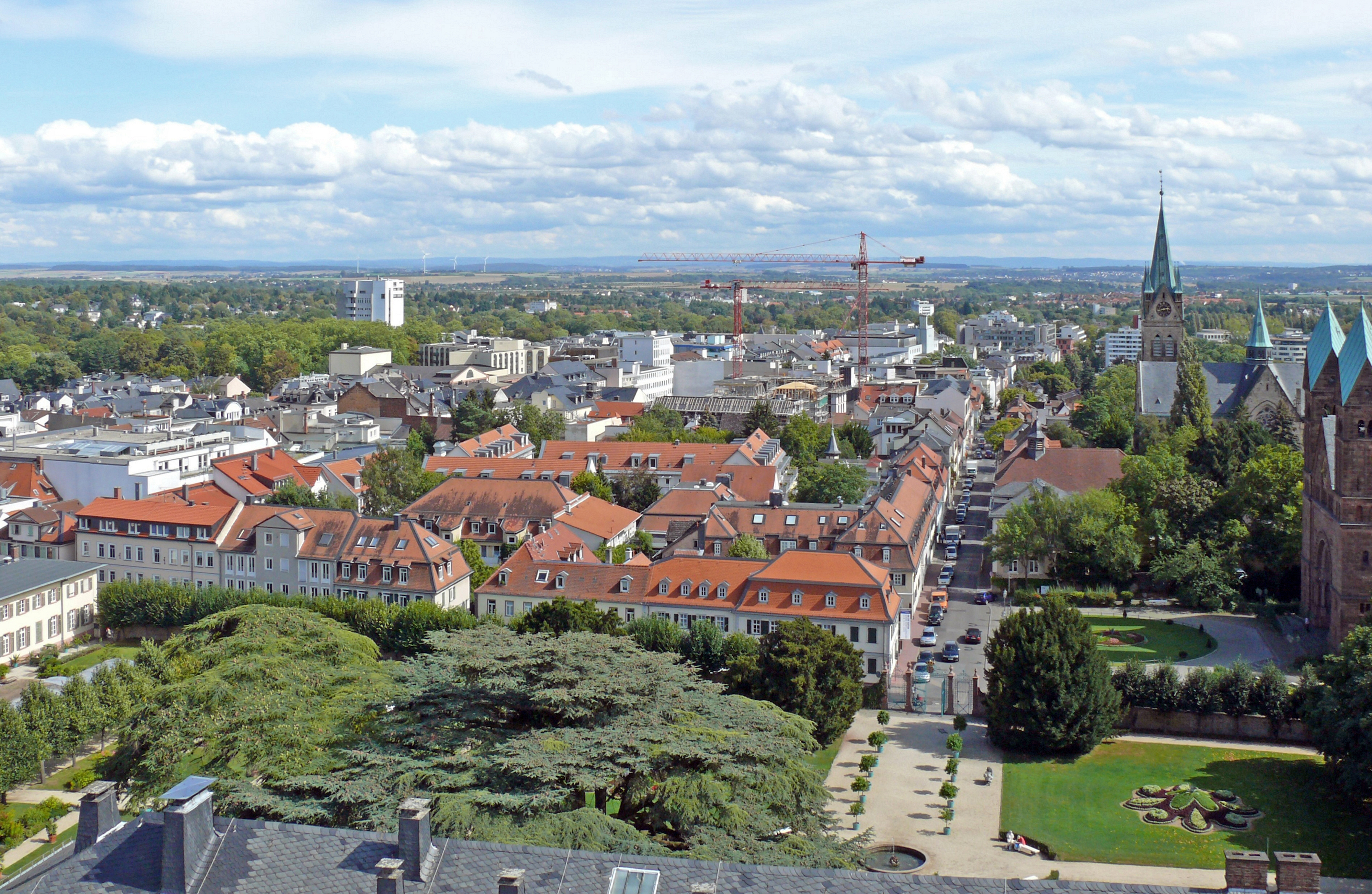
Blick auf die Dorotheenstraße und die Innenstadt, September 2009

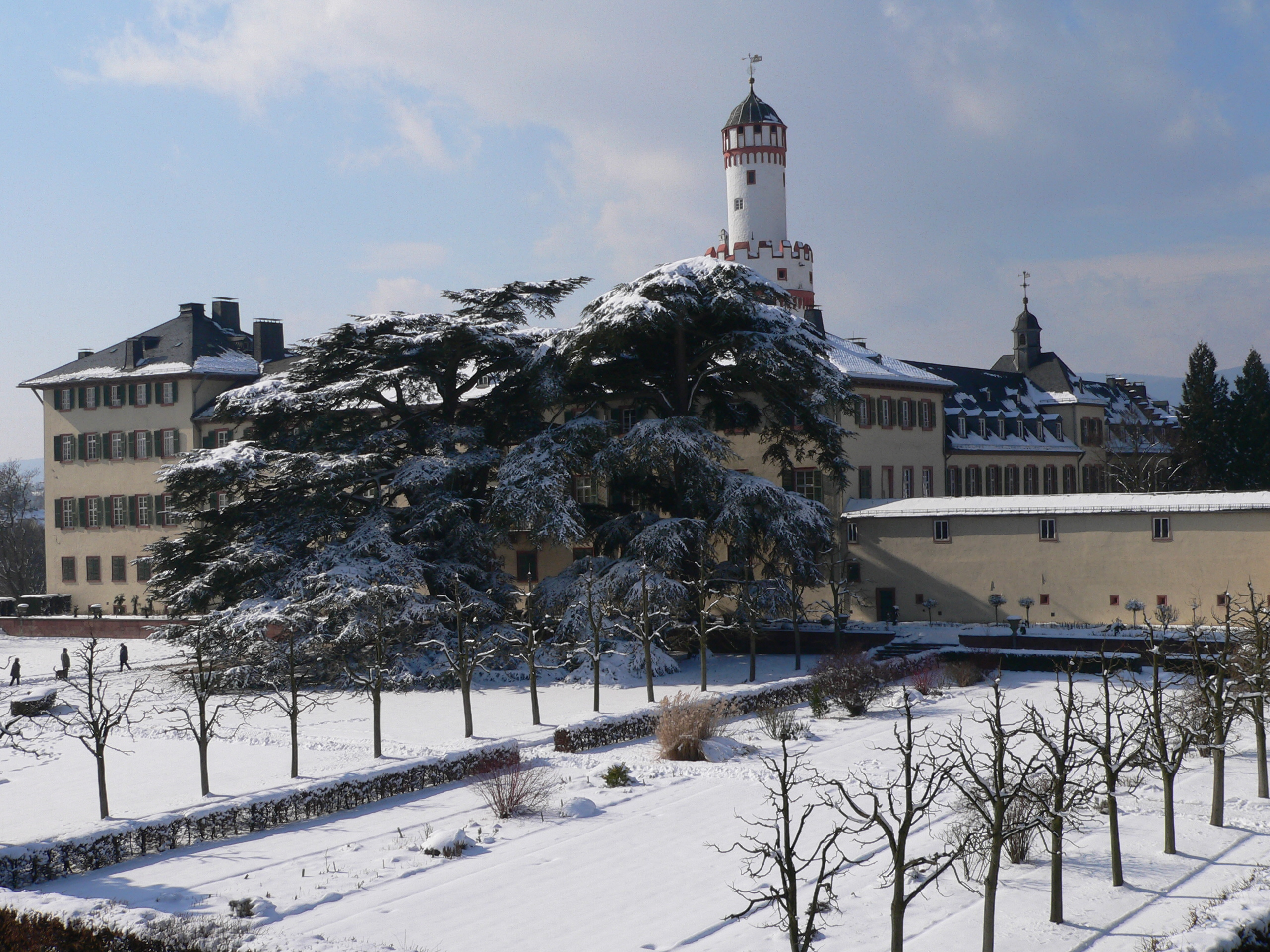
Schloss mit Turm im Winter

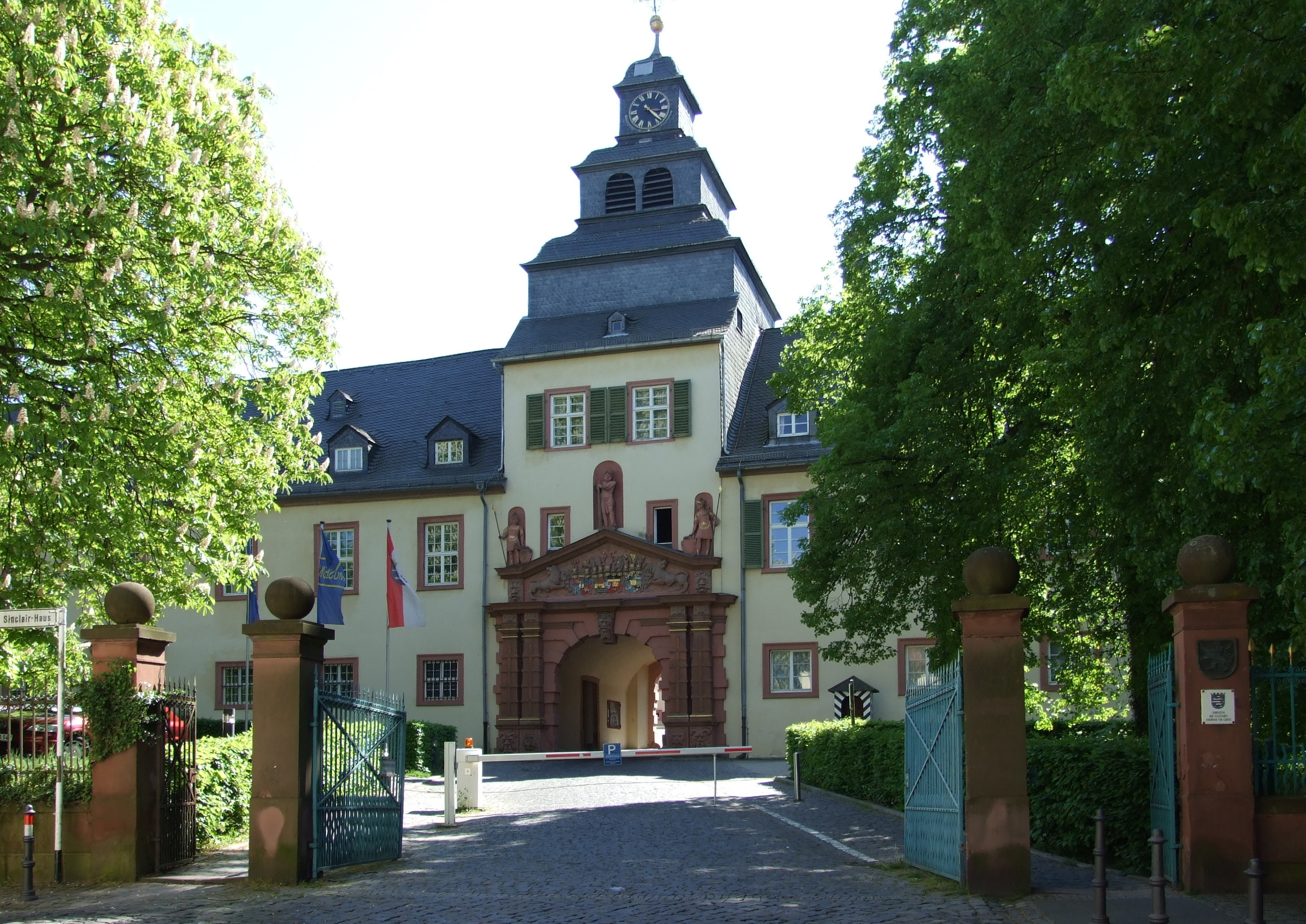
Schloss-Eingang Herrngasse

Der Name der Stadt Homburg leitet sich von der Burg Hohenberg ab. „Die Höhe“ ist der traditionelle Name des Taunus, dessen heutige Bezeichnung sich erst ab dem 18. Jahrhundert durchsetzte.
Die Stadt Homburg, das heutige Bad Homburg, ist urkundlich erstmals um 1180 nachgewiesen. Archäologische Untersuchungen haben für den gleichen Zeitraum Nachweise von Besiedlung erbracht. Die Zuschreibung einer Erwähnung Villa Tidenheim = „Dietigheim“ im Lorscher Codex aus dem Jahr 782 für die Stadt ist daher unwahrscheinlich.
Für die Annahme, Homburg habe um 1330 Stadt- und Marktrecht erhalten, gibt es ebenfalls keine eindeutigen Beweise, denn eine entsprechende Urkunde liegt nicht vor. 1335 gestattete allerdings Kaiser Ludwig IV., genannt der Bayer, den Herren von Eppstein, in dem zu ihrem Territorium gehörenden „Dal und Burg zu Hoenberg“ ebenso wie in Steinheim und Eppstein je zehn Juden anzusiedeln. Da Ludwig den beiden ebenfalls genannten Orten bereits Stadtrechte verliehen hatte, wird angenommen, dass dies auch für Homburg zutraf; im 15. Jahrhundert wird Homburg nur noch Stadt genannt.
1486 verkaufte Gottfried IX. von Eppstein Burg, Amt und Stadt Homburg für 19.000 Gulden an Graf Philipp I. von Hanau-Münzenberg. 1504/1521 verlor Hanau Homburg in Folge des Landshuter Erbfolgekriegs, bei dem es auf der Seite der Verlierer stand, wiederum an die Landgrafschaft Hessen. Mit deren Teilung nach dem Tod des Landgrafen Philipp I. fiel Homburg an Hessen-Darmstadt, 1622 an die Nebenlinie Hessen-Homburg. 1866 fiel Homburg nach dem Aussterben des Landgrafengeschlechts von Hessen-Homburg an das Großherzogtum Hessen-Darmstadt zurück, wurde jedoch im gleichen Jahr infolge des Preußisch-Österreichischen Kriegs preußisch.
Mit Aufkommen des Kurbetriebs ab Mitte des 19. Jahrhunderts, der sehr von der Einrichtung einer Spielbank profitierte, wandelte sich die Stadt zu einem international berühmten Bad.
Nach 1888 wurde Bad Homburg Sommerresidenz von Kaiser Wilhelm II. Aufgrund einer landespolizeilichen Anordnung des Wiesbadener Regierungspräsidenten durfte Homburg vor der Höhe ab 1912 seinem Namen ein „Bad“ voranstellen und sich Bad Homburg vor der Höhe nennen.
Zum Ende des Zweiten Weltkriegs wurde Bad Homburg am 30. März 1945 von Truppen der 3. US-Armee besetzt.
Der Kurbetrieb in Bad Homburg ging vor allem nach dem Zweiten Weltkrieg, in dem auch das Kurhaus durch Bomben schwer beschädigt wurde, stark zurück. Führende Hotels wurden zudem von der Militärregierung beansprucht. Die Bedeutung der Stadt als Sitz von Behörden und Verwaltungen nahm zu. Schon im Herbst 1946 ordnete die Militärregierung die Gründung bizonaler Behörden an. Sitz der Verwaltungsstelle für Finanzen wurde Bad Homburg. Hier richtete am 23. Juli 1947 der Wirtschaftsrat der Bizone zur Vorbereitung der Währungsreform die „Sonderstelle Geld und Kredit“ ein, deren Leiter Ludwig Erhard wurde. Nach der Gründung der Bundesrepublik mit der Hauptstadt Bonn blieben in Bad Homburg noch die Bundesschuldenverwaltung, die 2002 in Bundeswertpapierverwaltung umbenannt wurde und seit 1. August 2006 Teil der Deutschen Finanzagentur ist, das Amt für Wertpapierbereinigung und das Bundesausgleichsamt.
Im Verlauf des 20. Jahrhunderts war Bad Homburg zu einem bevorzugten Wohnsitz wohlhabender Frankfurter Familien geworden, eine Tendenz, die sich als Folge der Kriegszerstörungen in Frankfurt verstärkte. Am 30. November 1989 verübten Terroristen einen Bombenanschlag auf den in Bad Homburg wohnenden Vorstandssprecher der Deutschen Bank, Alfred Herrhausen. Sie ermordeten ihn mit einer Sprengfalle: sein Dienstwagen fuhr durch eine Lichtschranke; diese zündete eine Bombe.
Eingemeindungen
Die Eingemeindung der umliegenden Dörfer setzte 1901 mit Kirdorf ein, 1937 folgte Gonzenheim. Am 31. Dezember 1971 wurden im Zuge der Gebietsreform in Hessen Ober-Eschbach sowie Dornholzhausen freiwillig eingegliedert.
Die Eingemeindung von Oberstedten, das historisch und infrastrukturell mit Bad Homburg verbunden war, schlug fehl. Die Gemeindevertretung entschied sich am 2. Dezember 1971 zur Fusion mit dem nähergelegenen Oberursel; der Kreistag stimmte dem am 14. März 1972 zu.
Auch die Fusion mit Obernhain, die von der Mehrheit der Obernhainer gewünscht wurde, scheiterte. Die Obernhainer Gemeindevertretung stimmte am 8. Oktober 1971 zu, die Bad Homburger Stadtverordnetenversammlung am 14. Oktober ebenfalls. Doch der Kreistag des damaligen Landkreises Usingen lehnte am 11. November die Fusion ab.
Am 1. August 1972 wurde Ober-Erlenbach kraft Landesgesetz eingegliedert.
Für das Gebiet der eingegliederten Gemeinden Dornholzhausen, Ober-Eschbach und Ober-Erlenbach wurden per Hauptsatzung Ortsbezirke mit Ortsbeirat und Ortsvorsteher errichtet. Die Grenzen der Ortsbezirke Ober-Eschbach und Ober-Erlenbach folgen den seitherigen Gemarkungsgrenzen. Der Ortsbezirk Dornholzhausen umfasst neben der Gemarkung Dornholzhausen die Teile der Gemarkungen Bad Homburg v. d. Höhe und Kirdorf, die westlich der Bundesstraße 456 (Saalburgchaussee/Hohemarkstraße) liegen.
Bereits in mittelalterlicher Zeit kam es zur Übernahme des Dorfes Mittelstedten, wobei hier lediglich die Bevölkerung in die Stadt umgesiedelt und das Dorf aufgegeben wurde.
Neben den Eingemeindungen sind vor allem die in der Zeit der Hugenottenansiedlung von Homburg ausgehende östlich gelegene heute selbständige Neugründung Friedrichsdorf sowie die Wiederbesiedlung des Gebietes der Wüstung Dornholzhausen, das heute wieder Stadtteil von Bad Homburg ist, zu nennen.

## Religion

### Katholische Kirchengemeinden

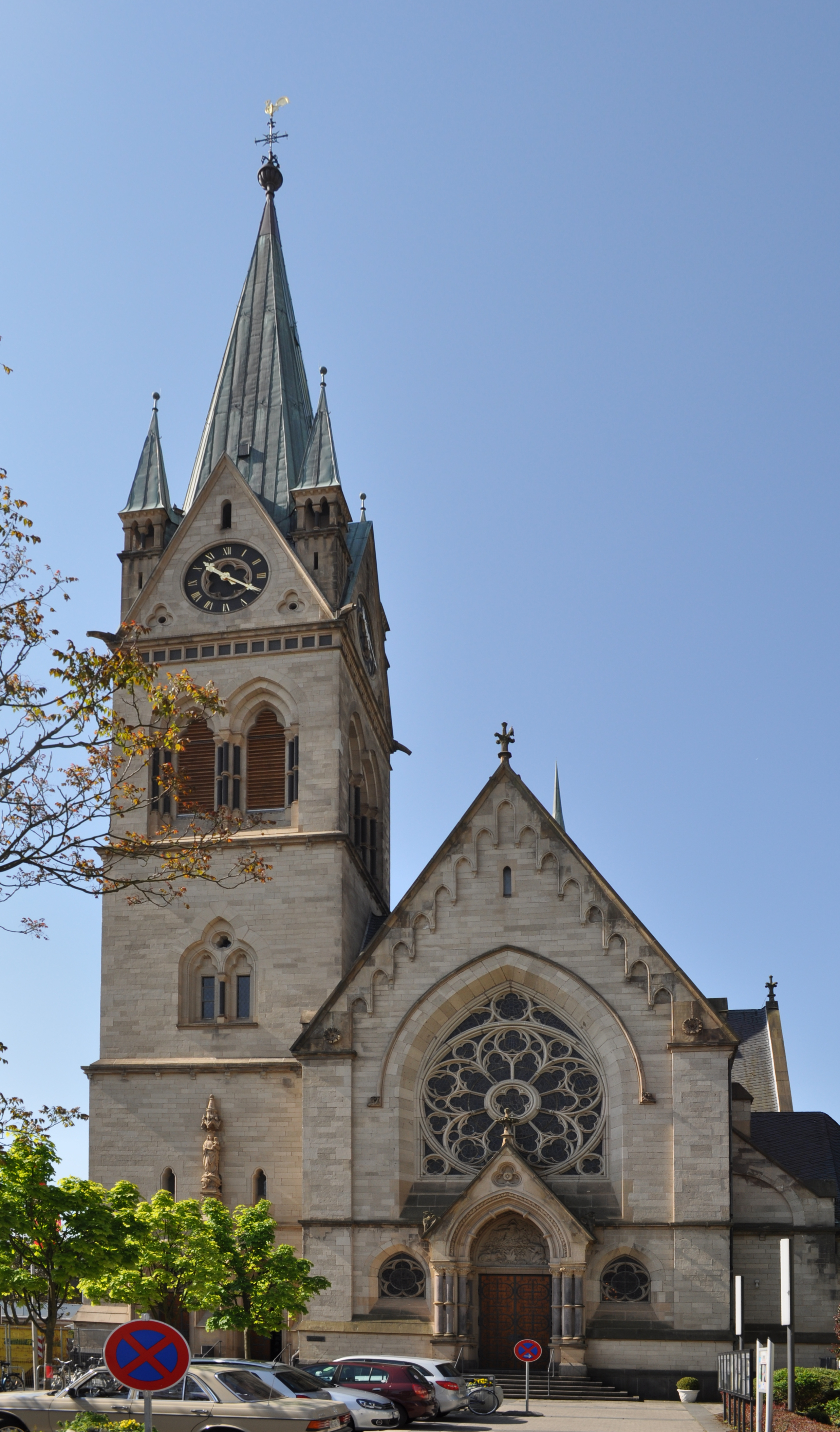
Marienkirche

Zum Bistum Limburg gehören:
- Pfarrei St. Marien mit den Filialkirchen Herz Jesu und Heilig Kreuz
  - St. Marienkirche in der Stadtmitte, erbaut von Ludwig Becker
  - Heilig-Kreuz-Kirche in Gonzenheim, erbaut 1952/1953, mit 1867 vom englischen Hersteller J. W. Walker für die Englische Kirche erbauten Orgel, die der Heilig-Kreuz-Gemeinde 1953 von der Stadt Bad Homburg geschenkt wurde
  - Herz-Jesu-Kirche in der Gartenfeldsiedlung
  - St.-Johannes-Kirche in Kirdorf
  - Gemeindezentrum St. Franziskus in Kirdorf
  - Italienische Gemeinde Bad Homburg

Zum Bistum Mainz gehören:
- St. Elisabeth in Ober-Eschbach
- St. Martin in Ober-Erlenbach

### Evangelische Kirchengemeinden

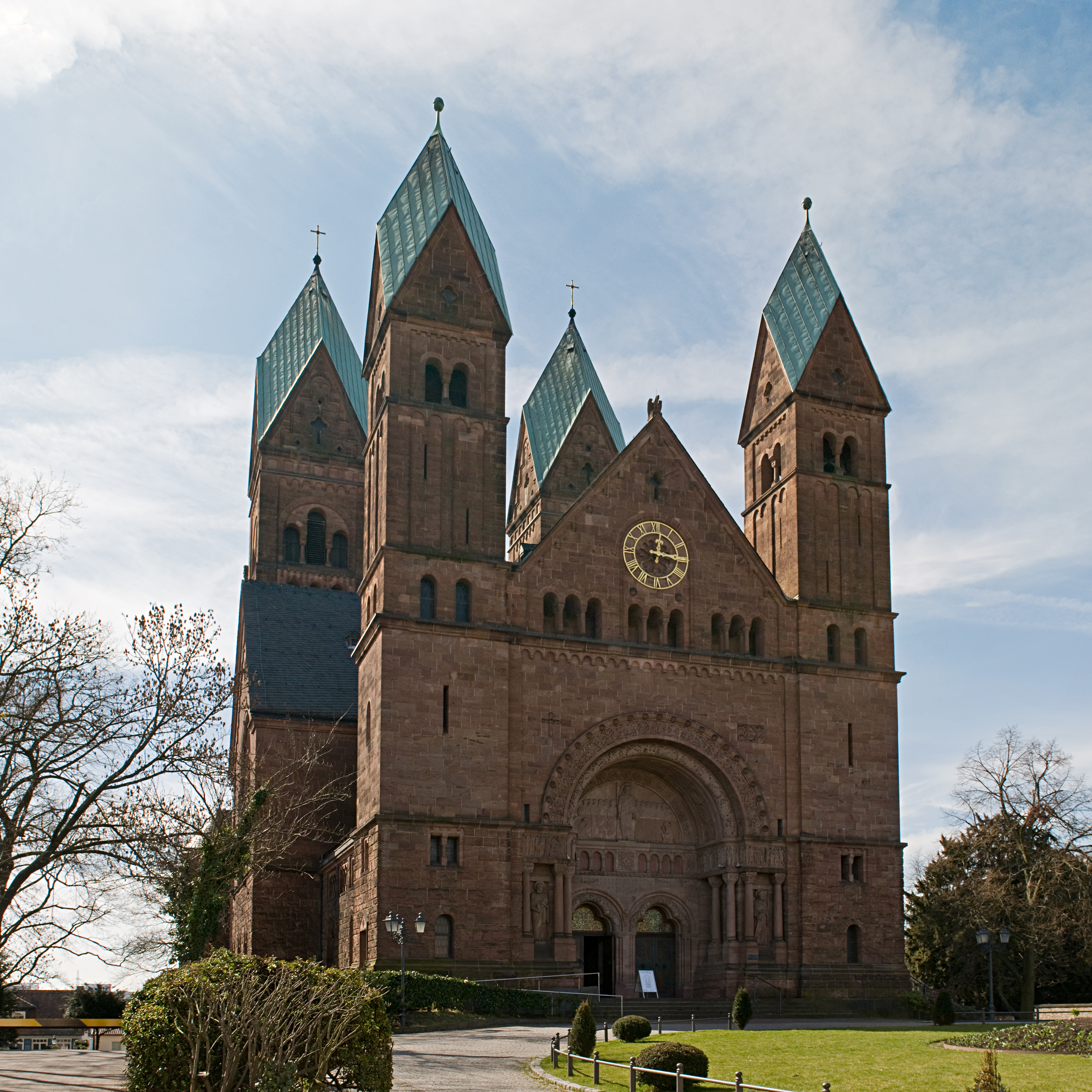
Erlöserkirche in der Stadtmitte

- Christuskirche in der Berliner Siedlung (Stadtmitte)
- Englische Kirche, 1868–1914 als Gotteshaus für englische und amerikanische Kurgäste genutzt, heute Kulturzentrum in der Stadtmitte
- Erlöserkirche in der Stadtmitte, erbaut nach Plänen von Max Spitta und Franz Schwechten
- Evangelische Kirche in Gonzenheim
- Gedächtniskirche in Kirdorf
- Waldenserkirche in Dornholzhausen
- Zur Himmelspforte in Ober-Eschbach
  - Evangelische Gemeinschaft Bad Homburg

### Russisch-Orthodoxe Kirche
- Allerheiligenkirche, russische Kapelle im Kurpark

### Freikirchen
- Evangelisch-Freikirchliche Gemeinde – In Bad Homburg befinden sich auch der Sitz des Bundes Evangelisch-Freikirchlicher Gemeinden in Deutschland,[14] der Europäisch-Baptistischen Föderation sowie der Spar- und Kreditbank Evangelisch-Freikirchlicher Gemeinden

### Jüdische Gemeinde

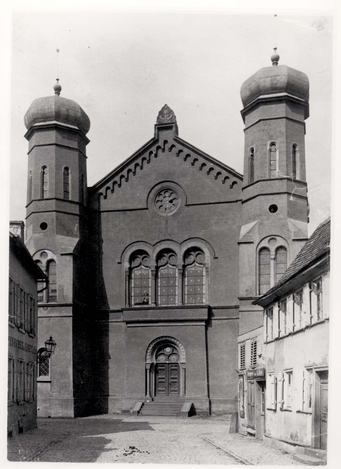
Aufnahme der 1938 zerstörten Synagoge

In Bad Homburg bestand seit dem späten Mittelalter eine jüdische Gemeinde. 1639 werden elf Juden gezählt. Die Zahl der Juden stieg im weiteren Verlauf deutlich an. 1803 waren es 105 Familien und um 1925 bestand die jüdische Gemeinde aus etwa 400 Personen, rund 2,5 Prozent der damals etwa 16.000 Einwohner.
Die jüdische Gemeinde hörte nach der Zerstörung der Synagoge in der Pogromnacht 1938 und der Deportation der letzten vier jüdischen Bürger durch die Nationalsozialisten am 20. Mai 1943 auf zu existieren.
Seit 2013 gibt es wieder ein jüdisches Zentrum mit einem festen Rabbiner in Bad Homburg, das sich in provisorischen, angemieteten Räumlichkeiten befand. Aktuell leben ca. 300 Juden in Bad Homburg, vornehmlich aus der ehemaligen Sowjetunion, sowie weitere 300 jüdische Bürger im Umland von Bad Homburg. Betreut und verwaltet wird das Zentrum von der jüdischen Gemeinde Frankfurt. Am 11. November 2018 wurde die neue Synagoge eingeweiht. Die Stadt Bad Homburg hat für das Gebäude einen Erbbaurechtsvertrag mit dem Verein „Freunde und Förderer der jüdischen Kultur und Religion Bad Homburg“ abgeschlossen.
Am Standort der ehemaligen Synagoge in der Elisabethenstraße befindet sich heute eine Freifläche, die als Spielplatz genutzt wird. Ein Denkmal und eine Bronzetafel erinnern an die Synagoge und die jüdischen Opfer der nationalsozialistischen Gewaltherrschaft. Der Platz davor wurde in „Platz der ehemaligen Synagoge“ umbenannt.

### Muslimische Gemeinde
In der Gartenfeldstraße befindet sich die Al-Hikma-Moschee. Der Marokkanisch-Islamische Verein Hochtaunus e. V. führt die Moschee. Sie ist sunnitisch geprägt und bietet diverse soziale Programme und Lernangebote. Sie existiert seit 2009.
Die Ar-Rahman-Moschee wurde 2010 in der Louisenstraße eröffnet. Sie wird vom Deutsch-Islamischen Verein e. V. Hochtaunus geführt.
Die Ulu-Moschee in der Innenstadt von Bad Homburg ist ebenfalls sunnitisch geprägt. Sie gehört zum türkischen Dachverband Ditib. Sie bietet auch zahlreiche soziale Programme an. Die Moschee wurde 1990 gegründet und ist die einzige Moschee in Bad Homburg mit einem Minarett.

### Weitere Religionsgemeinschaften
- Bahá’í
- Zeugen Jehovas

## Politik

### Stadtverordnetenversammlung
Die Kommunalwahl am 14. März 2021 lieferte folgendes Ergebnis, in Vergleich gesetzt zu früheren Kommunalwahlen:
| Stadtverordnetenversammlung – Kommunalwahlen 2021 | Stadtverordnetenversammlung – Kommunalwahlen 2021                                                             |
| --- | --- |
| Stimmenanteil in ProzentWahlbeteiligung: 53,9 % 50403020100 42,918,413,39,68,42,92,52,0keine CDUGrüneSPDFDPBLBeAfDLinkePfBhSonst.Gewinne und Verlusteim Vergleich zu 2016 %p 8 6 4 2 0 −2 −4−1,3+7,0−1,6−1,1+1,8−2,9−0,2−0,8−1,0CDUGrüneSPDFDPBLBAfDLinkePfBSonst.Anmerkungen:e Bürgerliste Bad Homburgh Peter für Bad Homburg | SitzverteilungInsgesamt 49 Sitze - Linke: 1 - SPD: 7 - Grüne: 9 - PfB: 1 - BLB: 4 - FDP: 5 - CDU: 21 - AfD: 1 |

| Parteien und Wählergemeinschaften | Parteien und Wählergemeinschaften           | 2021     | 2021  | 2016     | 2016  | 2011     | 2011  | 2006     | 2006  | 2001     | 2001  |
| Parteien und Wählergemeinschaften | Parteien und Wählergemeinschaften           | Anteil a | Sitze | Anteil a | Sitze | Anteil a | Sitze | Anteil a | Sitze | Anteil a | Sitze |
| --------------------------------- | ------------------------------------------- | -------- | ----- | -------- | ----- | -------- | ----- | -------- | ----- | -------- | ----- |
| CDU                               | Christlich Demokratische Union Deutschlands | 42,9     | 21    | 44,2     | 22    | 40,3     | 20    | 42,2     | 21    | 38,3     | 23    |
| Grüne                             | Bündnis 90/Die Grünen                       | 18,4     | 9     | 11,4     | 6     | 23,6     | 12    | 11,2     | 6     | 12,4     | 7     |
| SPD                               | Sozialdemokratische Partei Deutschlands     | 13,3     | 7     | 14,9     | 7     | 14,6     | 7     | 16,9     | 8     | 19,1     | 11    |
| FDP                               | Freie Demokratische Partei                  | 9,6      | 5     | 10,7     | 5     | 7,1      | 3     | 10,7     | 5     | 8,8      | 5     |
| BLB                               | Bürgerliste Bad Homburg                     | 8,4      | 4     | 6,6      | 3     | 6,1      | 3     | 8,6      | 4     | 12,1     | 7     |
| AfD                               | Alternative für Deutschland                 | 2,9      | 1     | 5,8      | 3     | –        | –     | –        | –     | –        | –     |
| Linke                             | Die Linke                                   | 2,5      | 1     | 2,7      | 1     | 2,0      | 1     | –        | –     | –        | –     |
| PfB                               | Peter für Bad Homburg                       | 2,0      | 1     | 2,8      | 1     | –        | –     | –        | –     | –        | –     |
| REP                               | Die Republikaner                            | –        | –     | 1,0      | 1     | 1,7      | 1     | 2,3      | 1     | 3,5      | 2     |
| NHU                               | Neue Homburger Union                        | –        | –     | –        | –     | 4,7      | 2     | 6,3      | 3     | –        | –     |
| Die Linke.WASG                    | Die Linke.WASG                              | –        | –     | –        | –     | –        | –     | 1,8      | 1     | –        | –     |
| FHW                               | Freie Homburger Wähler                      | –        | –     | –        | –     | –        | –     | –        | –     | 5,9      | 4     |
| Ungültige Stimmen in Prozent      | Ungültige Stimmen in Prozent                | 2,7      | –     | 2,9      | –     | 3,9      | –     | 3,3      | –     | 2,4      | –     |
| Gesamtzahl Sitze                  | Gesamtzahl Sitze                            | 49       | 49    | 49       | 49    | 49       | 49    | 49       | 49    | 59       | 59    |
| Wahlbeteiligung in Prozent        | Wahlbeteiligung in Prozent                  | 53,9     | 53,9  | 49,6     | 49,6  | 49,5     | 49,5  | 44,5     | 44,5  | 50,9     | 50,9  |

### Oberbürgermeister und Magistrat

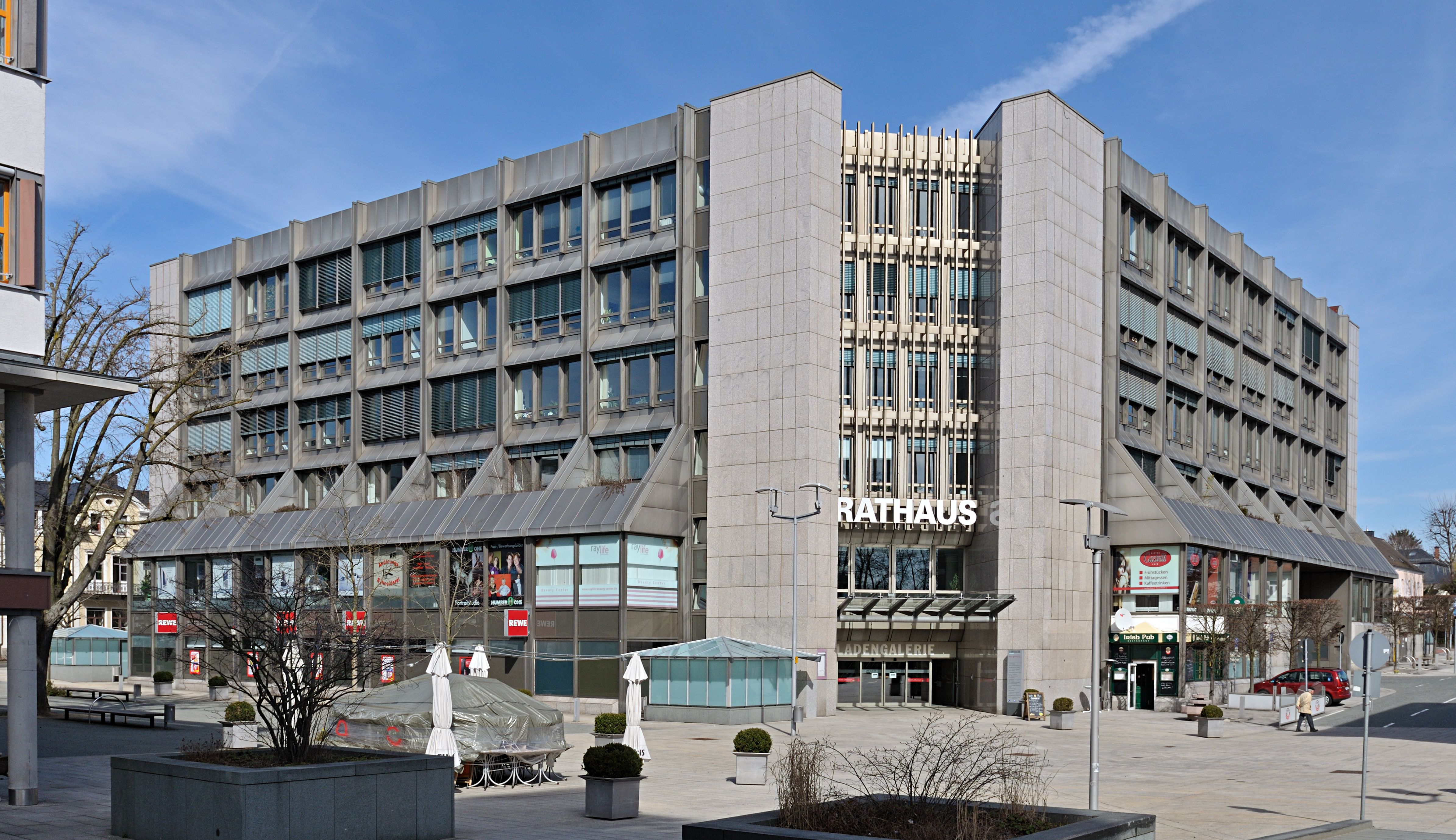
Rathaus der Stadt Bad Homburg v. d. Höhe

Nach der hessischen Kommunalverfassung wird in den Sonderstatusstädten der Oberbürgermeister für eine sechsjährige Amtszeit gewählt, seit dem Jahr 1993 in einer Direktwahl, und ist Vorsitzender des Magistrats, dem in der Stadt Bad Homburg v. d. Höhe neben dem Oberbürgermeister als weitere hauptamtliche Mitglieder ein Bürgermeister als sein Vertreter und ein Stadtrat angehören sowie als ehrenamtliche Mitglieder elf weitere Stadträte. Oberbürgermeister ist seit dem 18. September 2015 Alexander Hetjes (CDU). Er setzte sich am 28. Juni 2015 in einer Stichwahl gegen Amtsinhaber Michael Korwisi (Grüne), der sich um eine zweite Amtszeit beworben hatte, bei 46,11 Prozent Wahlbeteiligung mit 61,47 Prozent der Stimmen durch. Es folgte eine Wiederwahl im März 2021.
Die Bürgermeister von Homburg, dem Hauptort der Landgrafschaft Hessen-Homburg, wurden ursprünglich von dem jeweiligen Landesherren ernannt. Nachdem die Stadt mit der Landgrafschaft 1866 an Preußen fiel, verlieh Kaiser Wilhelm II., der regelmäßig im Schloss residierte, als König von Preußen den seit 1892 amtierenden Bürgermeistern als persönliche Auszeichnung den Titel Oberbürgermeister, wenn auch zum Teil erst ein bis zwei Jahre nach ihrem Amtsantritt als Bürgermeister. Nach dem Ende der Monarchie wurde diese Bezeichnung den Stadtoberhäuptern nicht mehr verliehen. Georg Eberlein durfte nach 1945 aufgrund Bestimmung der Besatzungsbehörden die Dienstbezeichnung Oberbürgermeister führen; seinem Nachfolger Karl Horn gestattete das die Landesregierung. Dessen Nachfolger Armin Klein trug den Titel ab 1. August 1979, weil mit Inkrafttreten einer Änderung von § 4a Abs. 2 HGO Bad Homburg zu einer „Sonderstatus-Stadt“ wurde.
Amtszeiten der Oberbürgermeister
- 2015–2027 Alexander Hetjes (CDU)[24]
- 2009–2015 Michael Korwisi (Grüne)[25]
- 2003–2009 Ursula Jungherr (CDU)
- 1998–2003 Reinhard Wolters (CDU)
- 1980–1998 Wolfgang Assmann (CDU)
- 1962–1980 Armin Klein (CDU)
- 1948–1962 Karl Horn (CDU)
- 1945–1948 Georg Eberlein (FDP)
- 1942–1945 Wilhelm Dreydoppel (NSDAP) (kommissarisch)[29]
- 1939–1942 Johannes Nöldner (NSDAP)
(als Stadtkämmerer kommissarisch)[30]
- 1934–1939 Erich Meusel (NSDAP)
(mit Kriegsbeginn zur Wehrmacht eingezogen und 1945 gefallen)
- 1933–1934 Richard Hardt (NSDAP)
- 1924–1933 Georg Eberlein (DVP)
- 1907–1924 Walter Lübke (DVP)
- 1905–1907 Konrad Maß
- 1901–1905 Ernst Ritter von Marx
- 1892–1901 Karl Tettenborn

| Jahr           | Wahlbeteili- gung in % | Kandidaten           | Partei | Stimmen in % |
| -------------- | ---------------------- | -------------------- | ------ | ------------ |
| 2021           | 53,85                  | Alexander Hetjes     | CDU    | 59,58        |
| 2021           | 53,85                  | Thomas Kreuder       | SPD    | 15,66        |
| 2021           | 53,85                  | Alexander Unrath     | Grüne  | 13,74        |
| 2021           | 53,85                  | Armin Johnert        | BLB    | 11,02        |
| 2015 Stichwahl | 46,11                  | Alexander Hetjes     | CDU    | 61,47        |
| 2015 Stichwahl | 46,11                  | Michael Korwisi      | Grüne  | 38,53        |
| 2009 Stichwahl | 45,82                  | Michael Korwisi      | Grüne  | 59,52        |
| 2009 Stichwahl | 45,82                  | Ursula Jungherr      | CDU    | 40,48        |
| 2003           | 34,51                  | Ursula Jungherr      | CDU    | 51,72        |
| 2003           | 34,51                  | Axel Schlicksupp     | SPD    | 21,77        |
| 2003           | 34,51                  | Beate Fleige         | BLB    | 15,29        |
| 2003           | 34,51                  | Peter Vollrath-Kühne | FDP    | 08,18        |
| 2003           | 34,51                  | Schäfer              |        | 03,04        |
| 1998 Stichwahl | 47,35                  | Reinhard Wolters     | CDU    | 53,64        |
| 1998 Stichwahl | 47,35                  | Beate Fleige         | SPD    | 46,36        |

Magistrat
Der Magistrat ist als Kollegialorgan die Verwaltungsbehörde der Stadt. Er besteht aus dem Oberbürgermeister als Vorsitzenden, dem Bürgermeister und den Stadträten. In der Praxis besteht die weit überwiegende Mehrheit des Magistrats aus ehrenamtlichen Mitgliedern. Die Zahl der hauptamtlichen Beigeordneten (Stadträte und der Bürgermeister) darf die der ehrenamtlichen jedenfalls nicht übersteigen.
Der Magistrat besorgt die laufende Verwaltung und wird von den Bediensteten der Stadt unterstützt. Diese stellt er ein, befördert und entlässt sie. Er trifft die Entscheidungen zu laufenden Verwaltungsangelegenheiten, bereitet gemeinsam mit der Verwaltung die Beschlüsse der Stadtverordnetenversammlung vor und führt diese aus. Er wirkt mit bei der Ausführung der Gesetze und Verordnungen innerhalb der Stadt, bei der Verwaltung des Vermögens, bei der Erstellung des Haushaltsplanes sowie bei der Überwachung des Kassen- und Rechnungswesens. Auch die Wahrung der Bürgerinteressen ist seine Aufgabe. Er vertritt die Gemeinde nach außen, führt den Schriftwechsel und vollzieht die Gemeindeurkunden. Er tagt unter Vorsitz des Oberbürgermeisters in nicht-öffentlichen Sitzungen. An den Sitzungen der Stadtverordnetenversammlung nimmt der Magistrat ohne Stimmrecht teil.
Die ehrenamtlichen Stadträte werden von der Stadtverordnetenversammlung in oder bald nach der konstituierenden Sitzung für die fünfjährige Wahlperiode bis zur nächsten Kommunalwahl in den Magistrat gewählt. Für die Dauer ihrer Wahlzeit werden sie zu Ehrenbeamten ernannt und können zwar zurücktreten, aber im Gegensatz zu hauptamtlichen Magistratsmitgliedern nicht abgewählt werden. Die Stärke der in der Stadtverordnetenversammlung vertretenen Fraktionen spiegelt sich grundsätzlich in der Zusammensetzung des ehrenamtlichen Magistrats wider. Ihre Wahlzeit endet erst mit der Wahl eines neuen Magistrats nach der nächsten Kommunalwahl.
Der hauptamtliche Bürgermeister und die hauptamtlichen Stadträte werden von der Stadtverordnetenversammlung auf die Dauer von sechs Jahren als Wahlbeamte gewählt. Nach dem Geschäftsverteilungsplan des Oberbürgermeisters sind die drei hauptamtlichen Magistratsmitglieder als Dezernenten jeweils für einen Teil der Ämter und Fachbereiche der Stadtverwaltung zuständig.
- Dezernat I Oberbürgermeister Alexander Hetjes (CDU)
- Dezernat II Bürgermeister Oliver Jedynak (CDU)[34]
- Dezernat III Stadtrat Tobias Ottaviani (SPD)[35]

### Ortsbeiräte
Für das Stadtgebiet gibt es die Ortsbezirke Berliner Siedlung/Gartenfeld, Dornholzhausen, Gonzenheim, Kirdorf, Innenstadt, Ober-Eschbach und Ober-Erlenbach. Je Ortsbezirk wird ein Ortsbeirat und Ortsvorsteher, nach Maßgabe der §§ 81 und 82 HGO und des Kommunalwahlgesetzes in der jeweils gültigen Fassung gebildet.
- Die Ortsbezirke der Stadtteile Gonzenheim, Ober-Eschbach und Ober-Erlenbach werden durch die bisherigen Grenzen der eingegliederten Gemeinden begrenzt.
- Der Ortsbezirk Dornholzhausen umfasst die Gemarkung Dornholzhausen und diejenigen Gemarkungen Bad Homburg v.d.Höhe und Kirdorf, die westlich von der Bundesstraße 456 – Saalburgchaussee/Hohemarkstraße liegen.
- Der Ortsbezirk Berliner Siedlung/Gartenfeld umfasst denjenigen Teil der Gemarkung Bad Homburg v.d.Höhe, der westlich der Urseler Straße und des Hindenburgrings, südlich der nördlichen Bebauungsgrenze der Saalburgstraße sowie östlich der Hohemarkstraße liegt.
- Der Ortsbezirk Innenstadt umfasst denjenigen Teil der Gemarkung Bad Homburg v.d.Höhe, der östlich der Urseler Straße, des Hindenburgrings sowie der westlichen Bebauungsgrenze der Dietigheimer Straße liegt.
- Der Ortsbezirk Kirdorf umfasst die Gemarkung Kirdorf mit Ausnahme des Teils westlich der Saalburgchaussee sowie denjenigen Teil der Gemarkung Bad Homburg v .d. Höhe, der östlich der Saalburgchaussee, nördlich der Bebauung der Saalburgstraße und westlich der Bebauung der Dietigheimer Straße liegt.

Alle Ortsbeiräte bestehen aus neun Mitgliedern. Die Wahl der Ortsbeiräte erfolgt im Rahmen der Kommunalwahlen. Der Ortsbeirat wählt eines seiner Mitglieder zum Ortsvorsteher bzw. zur Ortsvorsteherin.

### Ortsbeirat Innenstadt
Bei den Kommunalwahlen in Hessen 2021 betrug die Wahlbeteiligung zum Ortsbeirat 46,12 %. Dabei wurden gewählt: vier Mitglieder der CDU, zwei Mitglieder des Bündnis 90/Die Grünen und jeweils ein Mitglied der SPD, der FDP und der „Bürgerliste Bad Homburg“ (BLB). Der Ortsbeirat wählte Thomas Meye (CDU) zum Ortsvorsteher.

### Ortsbeirat Berliner Siedlung/Gartenfeld
Bei den Kommunalwahlen in Hessen 2021 betrug die Wahlbeteiligung zum Ortsbeirat 52,82 %. Dabei wurden gewählt: vier Mitglieder der CDU, zwei Mitglieder des Bündnis 90/Die Grünen und jeweils ein Mitglied der SPD, der FDP und der „Bürgerliste Bad Homburg“ (BLB). Der Ortsbeirat wählte Karin Spies (CDU) zur Ortsvorsteherin.

### Ortsbeirat Stadtteile
Siehe bei den jeweiligen Stadtteilen.

### Haushalt
Gemäß § 1 der Haushaltssatzung der Stadt Bad Homburg v. d. Höhe für die Haushaltsjahre 2023 und 2024 sind im öffentlichen Haushaltsplan für das Haushaltsjahr 2024 Erträge (Einnahmen) in Höhe von 246.775.500 Euro und Aufwendungen (Ausgaben) von 253.175.000 Euro veranschlagt. Somit ist das Haushaltssaldo für das Haushaltsjahr 2024 negativ und beträgt 6.399.500 Euro.

### Hoheitszeichen
Die Stadt Bad Homburg vor der Höhe führt ein Siegel, ein Wappen sowie zwei Bannerflaggen.
| Wappen der Stadt Bad Homburg v. d. Höhe | Blasonierung: „In Blau zwei silberne Hacken mit einer vierzackigen Mauerkrone.“ |
| Wappen der Stadt Bad Homburg v. d. Höhe | Wappenbegründung: Der zwischen 1320 und 1337 mit Stadtrechten begabte Platz der Herren von Eppstein benutzte in den ersten Siegeln seit dem frühen 15. Jahrhundert eine Marke in Schrägkreuzstellung, aus der sich zuerst im Siegel um 1550 das heutige Wappen entwickelt hat. Das Bild ist wohl redend für den Ortsnamen in der früheren Form „Howenberg“. Seit der Nachbildung des Wappens im Saal des Schlosses Rotenburg (1577) von Wessel 1621 sind die Farben bekannt, die 1908 erneut amtlich bestätigt wurden. Damals legte man auch die Stadtfarben Blau und Weiß fest. Die Stadtfarben sind blau-weiß. Das Stadtwappen wurde 1903 verliehen. |

Flaggen und Logos der Stadt Bad Homburg v. d. Höhe
Bannerflagge mit aufgelegtem Wappen
Bannerflagge
Logo 1994–2011 mit Motto Champagnerluft und Tradition
Logo 2011–2021
Corporate-Design-Logo seit 2021

### Partnerstädte/Patenstadt
Die Stadt Bad Homburg v. d. Höhe unterhält folgende Partnerschaften:
- Cabourg, Frankreich
- Chur, Schweiz
- Dubrovnik, Kroatien
- Exeter, Vereinigtes Königreich
- Marienbad, Tschechien (1953 übernahm die Stadt die Patenschaft für die heimatvertriebenen sudetendeutschen Marienbader, seit 3. August 1991 Städtepartnerschaft)
- Mayrhofen, Österreich
- Bad Mondorf, Luxemburg
- Peterhof, Russland
- Terracina, Italien

#### Projektpartnerschaften
- Greiz im Vogtland, Deutschland
- Niš, Serbien

#### Ehemalige Partnerstadt
Im Jahr 1956 wurde eine Städtepartnerschaft zwischen Bejaia und Bad Homburg vor der Höhe vereinbart. Es war damals die einzige Städtepartnerschaft mit Algerien und nur eine von sechs zwischen Deutschland und Afrika. Mit der Machtergreifung Ben Bellas 1963 wurde diese Städtepartnerschaft von algerischer Seite beendet. Der Versuch einer Reaktivierung der Städtepartnerschaft durch den Bürgermeister Bejaias im Jahr 1975 scheiterte.

## Wirtschaft und Infrastruktur

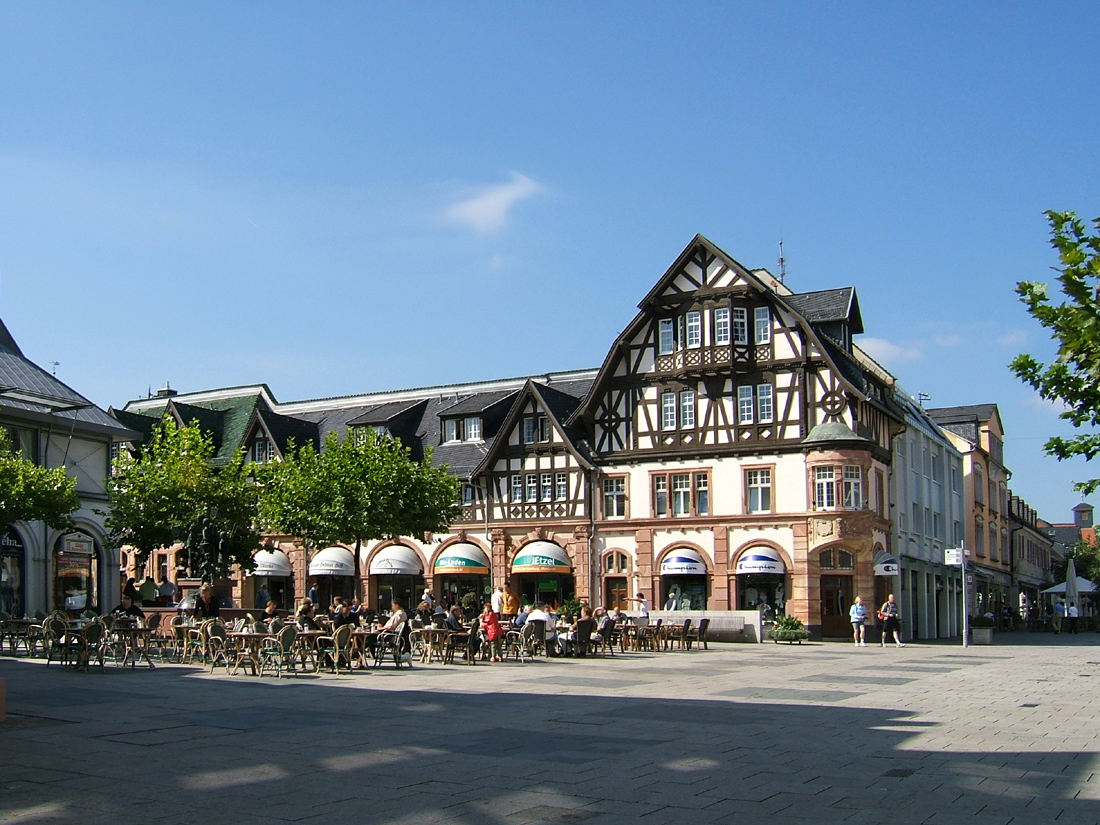
Marktplatz

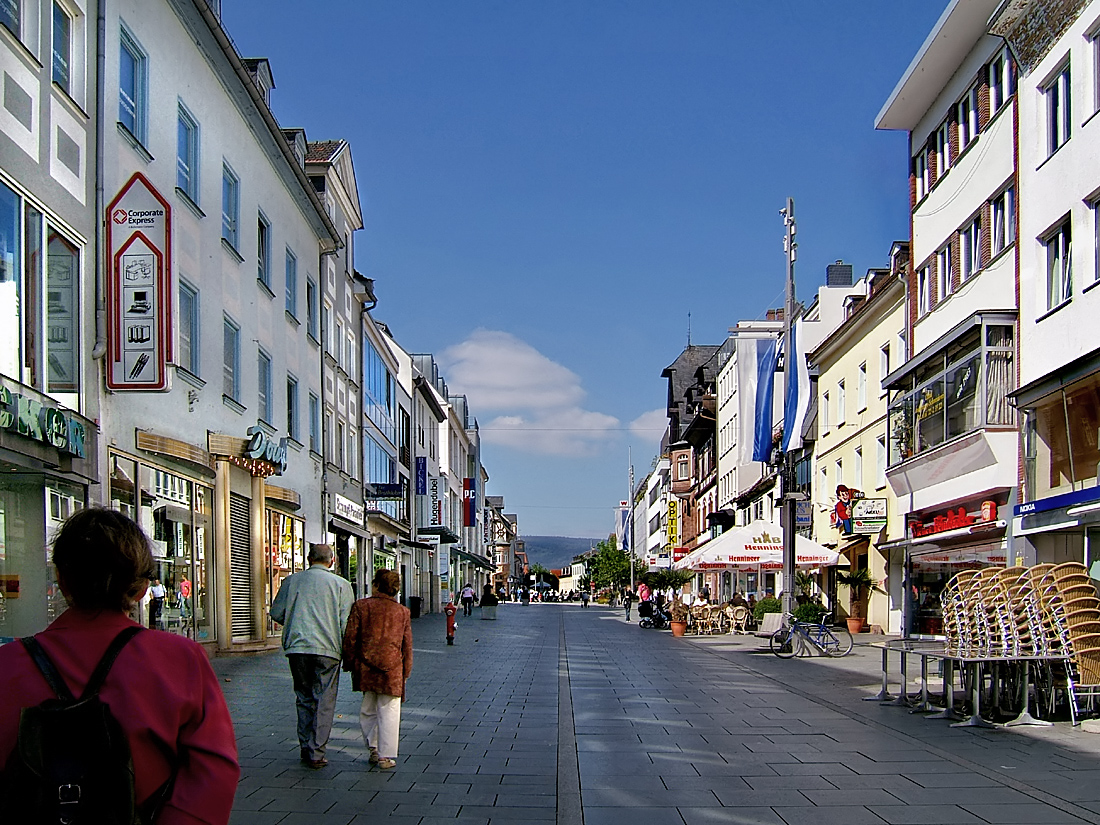
Louisenstraße, Hauptgeschäftsstraße von Bad Homburg

In der Stadt haben unter anderem folgende Unternehmen ihren Sitz: Amadeus Germany, Baloise Deutschland, Delton, die Deutsche Leasing, Feri-Gruppe, Fresenius, Ixetic, Lilly Deutschland, Kawasaki Gas Turbine Europe, Kewill, WD-40 Company, Linotype, MEDA Pharma, PIV-Drives, Ringspann, die Verwaltung der Quandt-Gruppe sowie die Syzygy.
Horex war eine bekannte deutsche Motorradmarke der Horex – Fahrzeugbau, die 1923 von Fritz Kleemann in Bad Homburg gegründet wurde. In Bad Homburg entstand daher ein Horex-Museum. Der 1,6 Millionen Euro teure Neubau in der Nähe der inzwischen abgetragenen Horex-Fabrik wurde im September 2012 eröffnet, ist inzwischen aber wieder geschlossen und der Mietvertrag für das Gebäude wurde von der Stadt Bad Homburg gekündigt.
Daneben ist die Stadt Sitz der Zentrale zur Bekämpfung unlauteren Wettbewerbs, der AOK Hessen und der Spielbank Bad Homburg. Ferner ist hier die Zentrale der Raiffeisenbank im Hochtaunus und der Taunus Sparkasse.
Mit der Landgräflich Hessischen concessionierten Landesbank in Homburg war Bad Homburg zwischen 1855 und 1876 Sitz einer Notenbank. Nach dem Zweiten Weltkrieg hatten das Bundesausgleichsamt und die Bundesschuldenverwaltung ihren Sitz in Bad Homburg.

### Kurbetrieb und Fremdenverkehr
Ein wichtiger Wirtschaftsfaktor ist der Kurbetrieb, der auf die zahlreich vorhandenen Heilquellen gründet. Zentrum des Kurbetriebs ist das 1982 bis 1984 errichtete, postmoderne neue Kurhaus. Das traditionelle Kaiser-Wilhelms-Bad liegt im Kurpark Bad Homburg, einem 44 Hektar großen Park im englischen Landschaftsstil nach einem Entwurf von Peter Joseph Lenné am Ostrand der Innenstadt. Der untere Teil des Parks ist vor allem für die vielen Brunnen bekannt, die verhältnismäßig dicht beieinander liegen, jedoch zum Teil sehr unterschiedliche Mineraliengehalte aufweisen.
Eine Reihe von Kliniken bieten Heilbehandlungen aller Art an. Neben den Hochtaunus-Kliniken, den Kliniken des Hochtaunuskreises sind dies unter anderem die Wickerklinik, Klinik Wingertsberg, Klinik Dr. Baumstark und die Paul-Ehrlich-Klinik.
Neben dem Kurbetrieb bietet Stadt und Umgebung insbesondere Tagesgästen bekannte Sehenswürdigkeiten:
- Gotisches Haus
- Hirschgarten
- Kastell Saalburg
- Schloss Bad Homburg
- Sinclair-Haus – Ausstellungshaus für Moderne Kunst

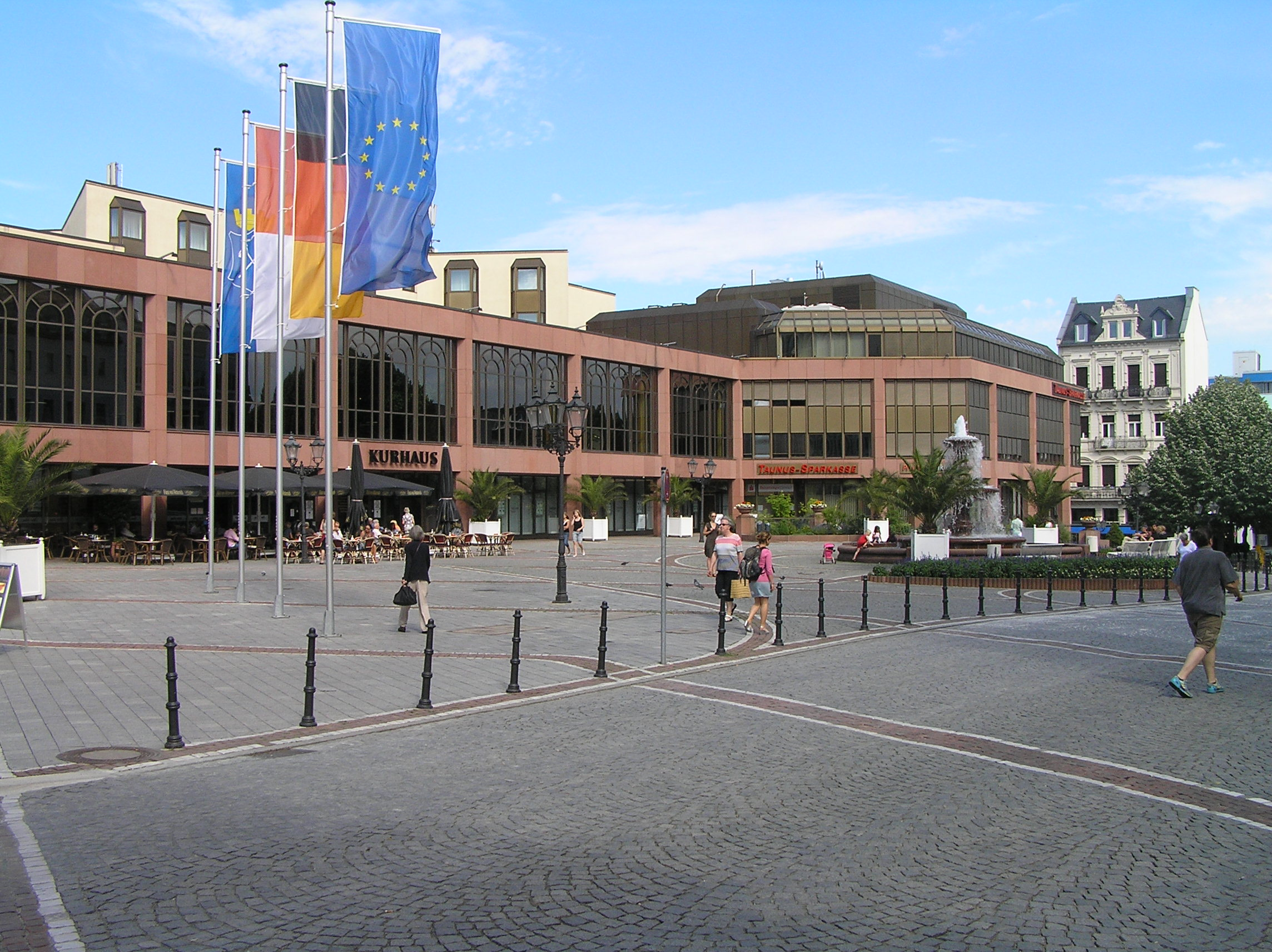
Kurhaus im Zentrum
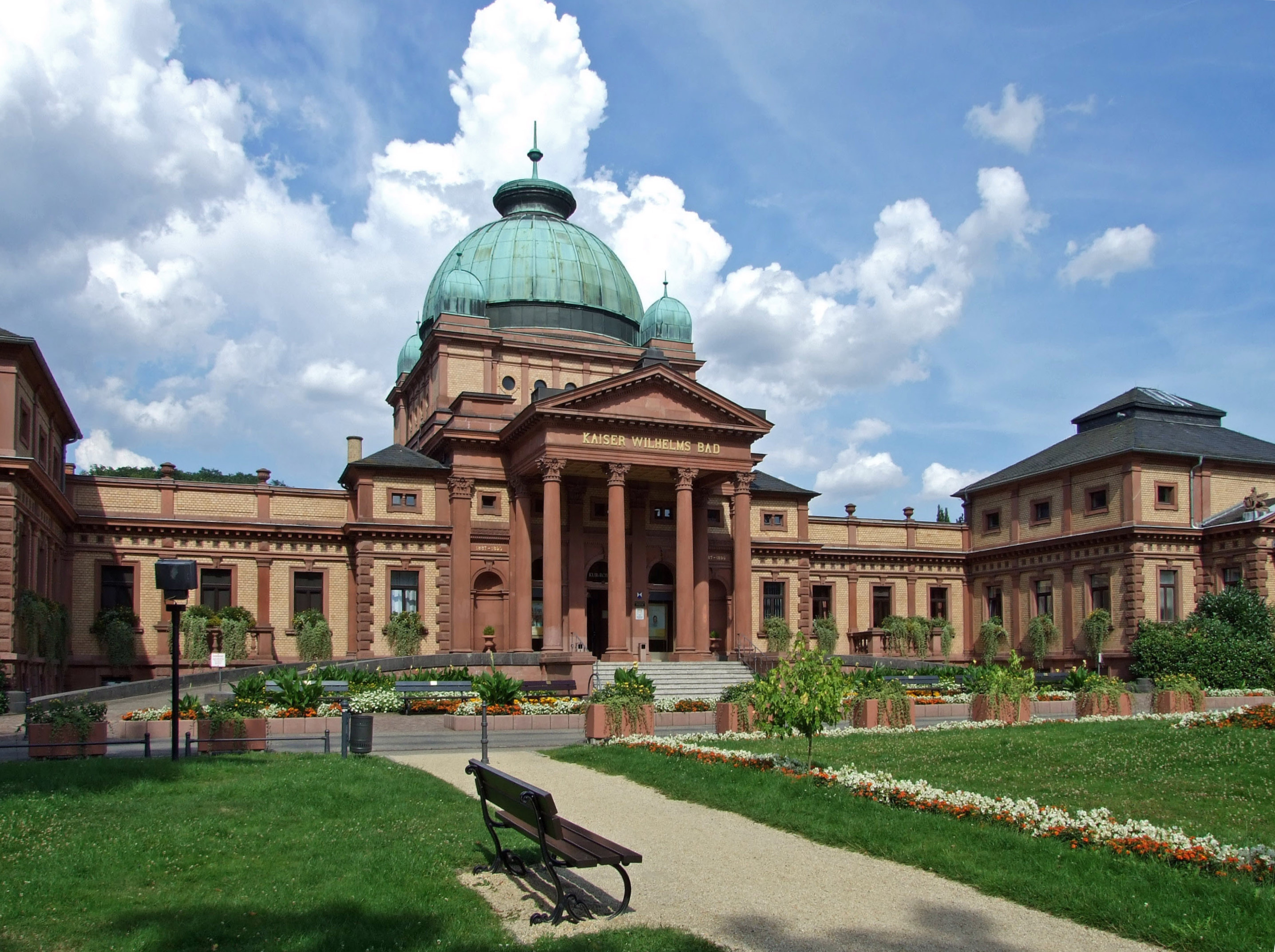
Kaiser-Wilhelms-Bad im Kurpark, September 2009
Kurhaus Bad Homburg – Jubiläum 100 Jahre BAD Homburg v. d. Höhe „alt“ verhüllt
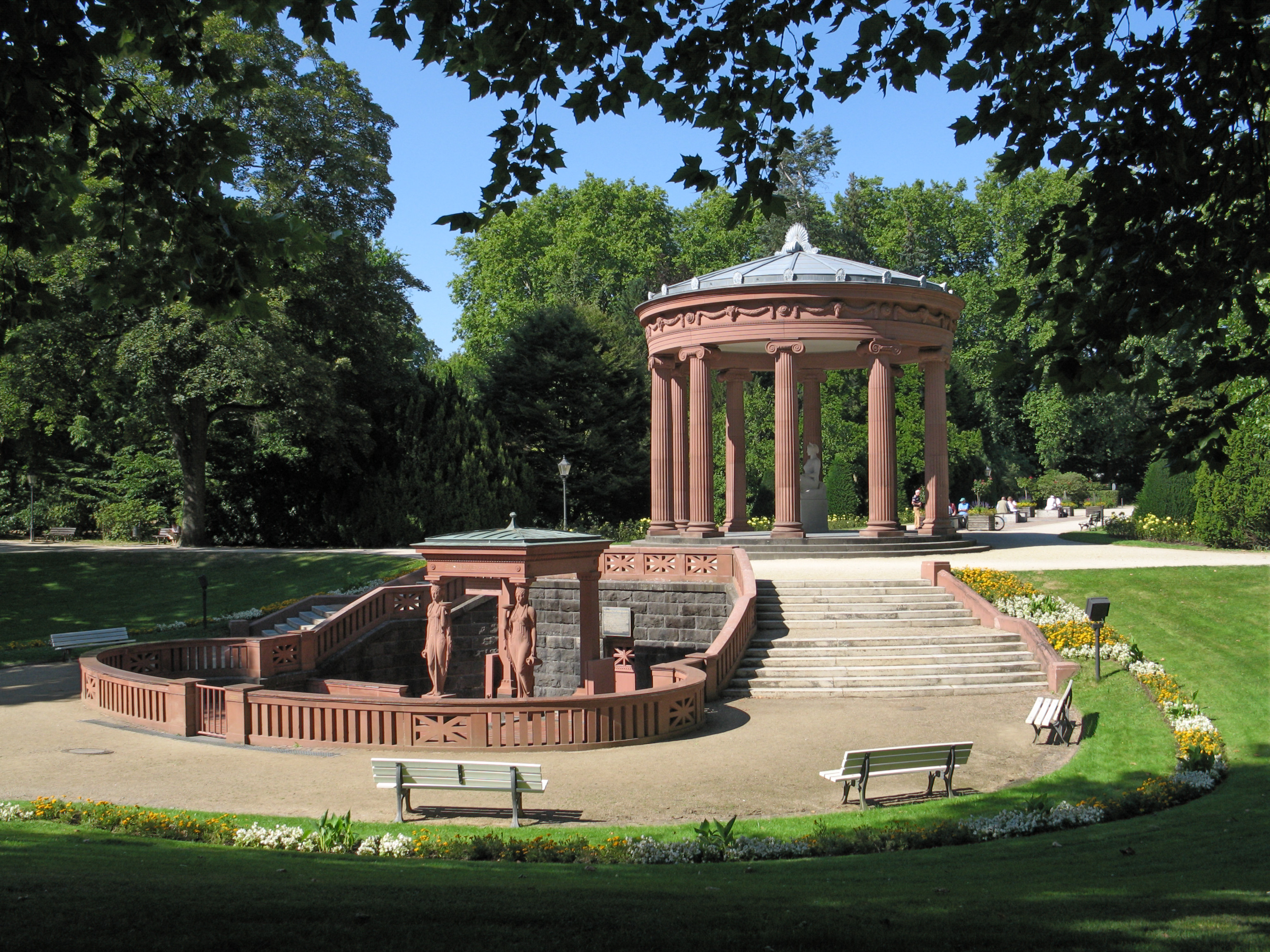
Elisabethenbrunnen mit Monopteros

### Freizeitbad und Therme
Bad Homburg verfügt über zwei bekannte Freizeitbäder: das Seedammbad und die Taunus-Therme.

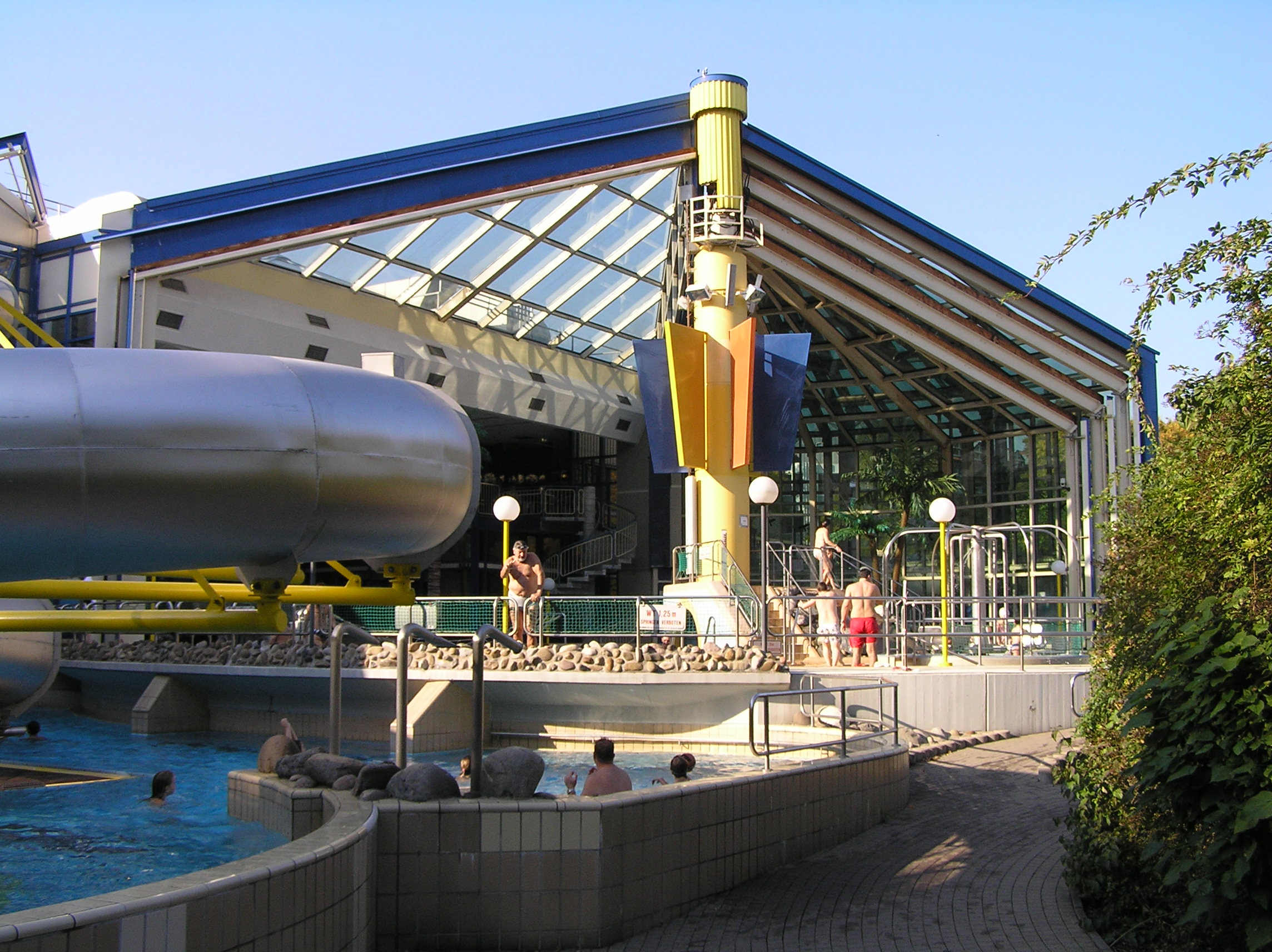
Seedammbad mit geöffneter Glaskuppel

Das Seedammbad ist ein stadteigenes Erlebnis- und Freizeitbad. Im Hallenbereich stehen ganzjährig neben Solarien und Saunaangeboten ein 50-Meter-Sportbecken, eine Wassertretanlage, Whirlpools, mehrere Kinderbecken und eine Röhrenrutsche zur Verfügung. Die Besonderheit des Seedammbades ist das sogenannte „Abenteuerbecken“. Dieses Becken mit Wasserpilzen, Spritzen, Massagedüsen, Rutschen, Karussell, Tunnel und Strömungskanal befindet sich als Teil des Hallenbades unter einer Glaskuppel, die bei gutem Wetter geöffnet werden kann. Bei geöffneter Kuppel ist dieses Becken Teil des großen Freibades. Das Freibad verfügt über zusätzliche drei Schwimmbecken, Sprungturm, Kinderbecken, Kinderspielplatz riesige Liegewiesen mit FKK-Bereich. Zur Beliebtheit des Bades trägt bei, dass die Eintrittspreise durch die Stadt hochsubventioniert sind.
Die Taunus-Therme liegt dem Seedammbad direkt gegenüber am Rande des Kurparks. Das privat betriebene Erholungs- und Gesundheitsbad bietet neben der vollumfänglichen FKK-Saunawelt mit separatem Damensaunabereich, Traumwelt 1001 Nacht mit Hamam-Paradies, Dufttempeln und einem Oasen-Rundgang, einen Thermalbadbereich mit verschiedenen Innen- und Außenbecken mit Thermalwasser aus der Viktoria-Louise-Quelle. Dort befinden sich zudem verschiedene Whirlpools, ein Wildbach, Sprudelliegen, Liegegärten und ein gastronomisches Angebot. Als ein weiteres Merkmal für Gesundheitssuchende gilt die Therapie im Bewegungsbad, welche mehrmals täglich in enger Kooperation mit der Deutschen Rheuma-Liga durchgeführt wird, die regelmäßigen Yoga-Stunden und die Salzgrotte in der Saunawelt.

### Verkehr

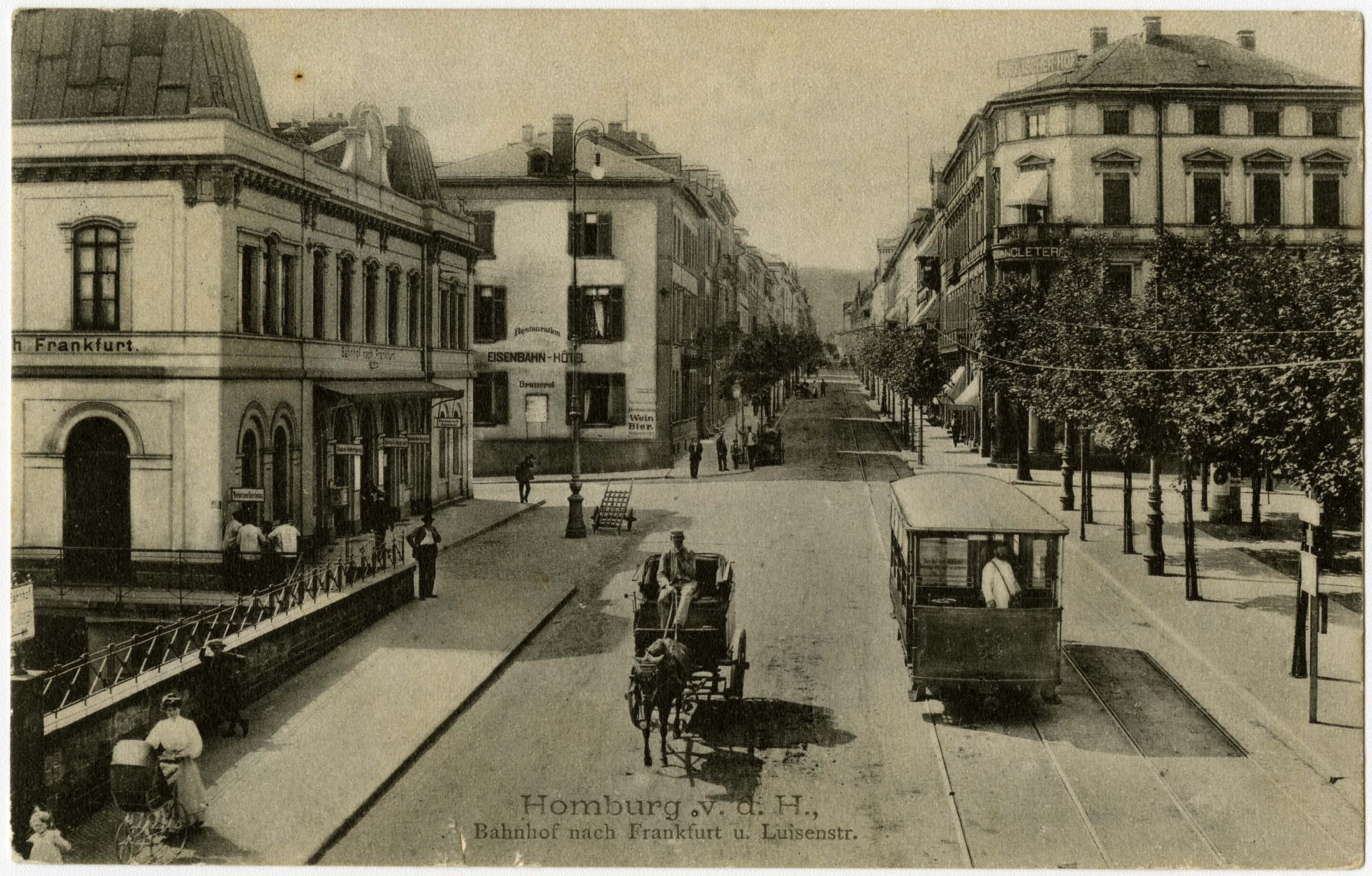
Alter Bahnhof (links) und Luisenstraße mit Straßenbahn um 1900

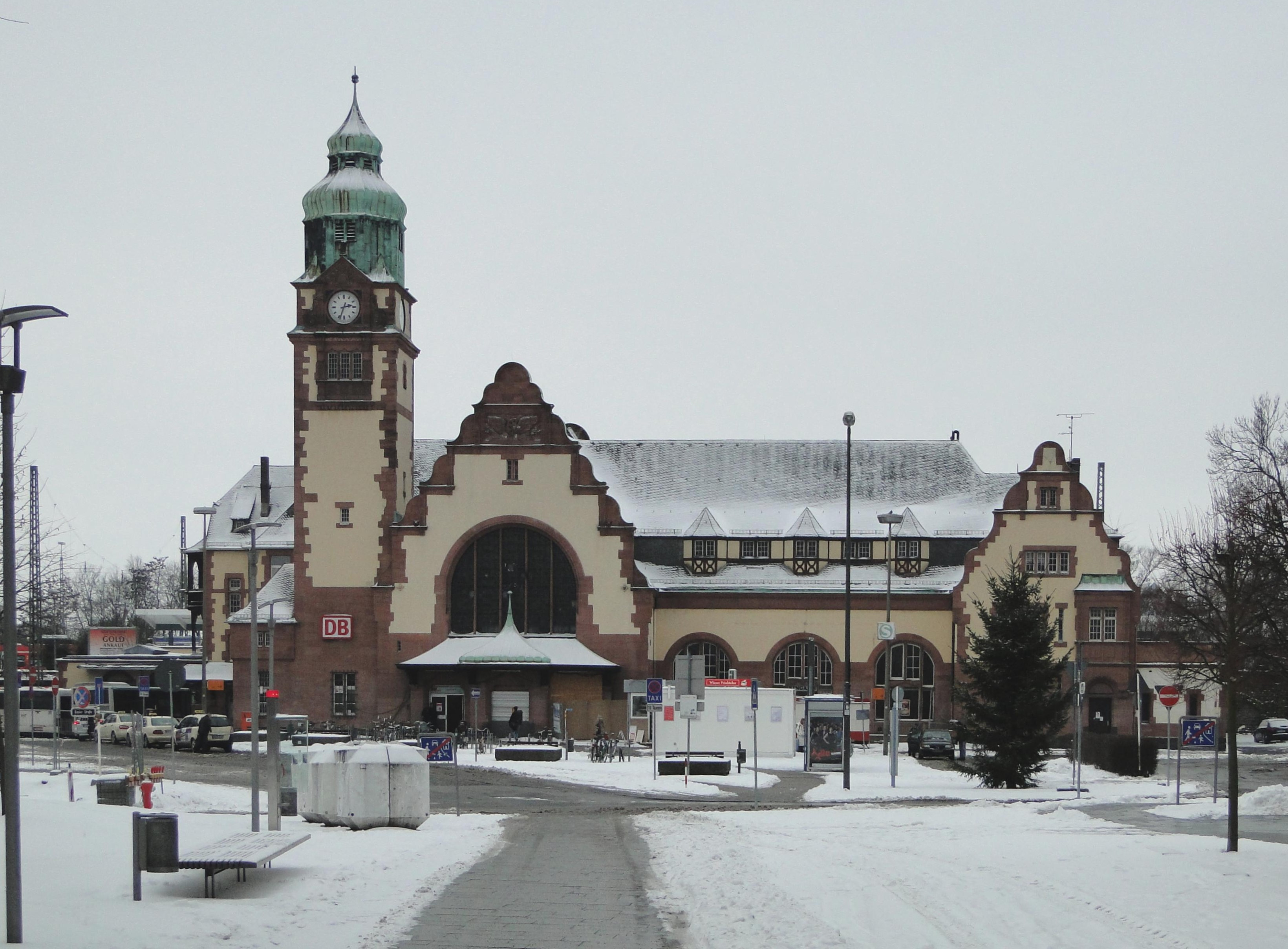
Bahnhof Bad Homburg

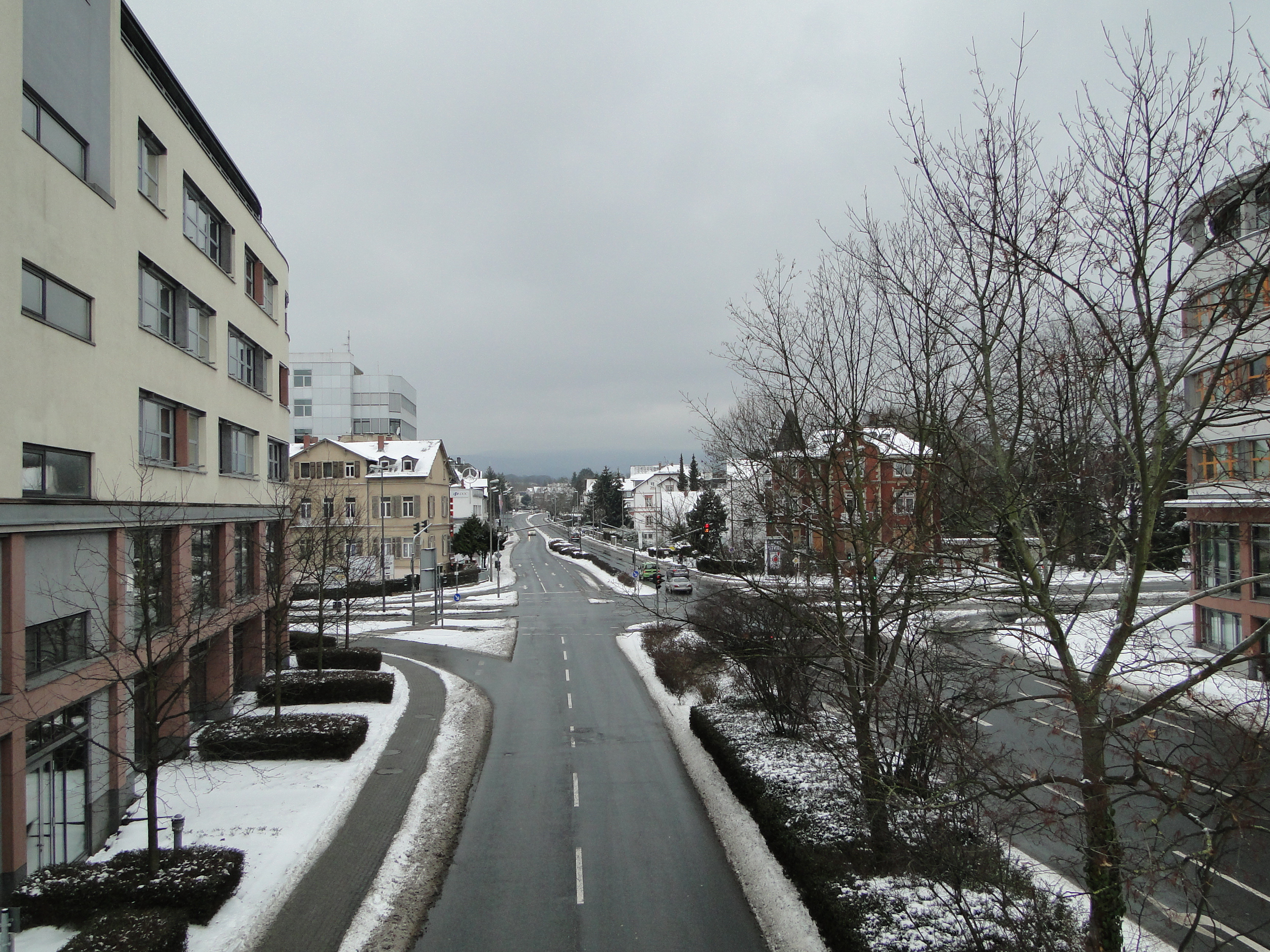
Die Straße Hessenring stellt eine Anbindung zur A 661 her.

Bad Homburg ist durch die S-Bahn-Linie S5 auf der Homburger Bahn mit Frankfurt verbunden. Der Bahnhof Bad Homburg ist außerdem Endbahnhof der Regionalbahn-Linie RB 15. Sie verbindet die Kreisstadt mit den Orten des Hintertaunus und wird in den Hauptverkehrszeiten über Oberursel nach Frankfurt Hauptbahnhof durchgebunden. In Bad Homburg existiert ein Stadtbusnetz mit 22 Linien. Betreiber war im Auftrag der Stadt bis 2008 Alpina Bad Homburg und vom 1. Januar 2009 bis 31. Dezember 2015 die Verkehrsgesellschaft Mittelhessen. Am 1. Januar 2016 hat Transdev die Bedienung für neun Jahre übernommen.
Ferner bestehen acht Regionalbuslinien, welche die Stadt mit Schmitten im Taunus, Weilrod, Grävenwiesbach, Friedrichsdorf, Karben, Bad Vilbel, Weilmünster, Weilburg, Kronberg und Königstein verbinden. Seit 1995 gehörten alle Verbindungen zum Rhein-Main-Verkehrsverbund.
| Linie  | Linienverlauf | Betreiber           | Im Auftrag von       | Haltestellen | Fahrtzeit (in Minuten) | Takt                        |
| ------ | --- | ------------------- | -------------------- | ------------ | ---------------------- | --------------------------- |
| HG-1   | Dornholzhausen – Kurhaus – Bahnhof – Gonzenheim – Ober-Eschbach | Alpina Transdev     | Stadt Bad Homburg    | 26           | 38                     | 30                          |
| HG-2   | Kirdorf – Kurhaus – Bahnhof – Gonzenheim – Ober-Eschbach – Ober-Erlenbach                                                                                                | Alpina Transdev     | Stadt Bad Homburg    | 28           | 44                     | 30                          |
| HG-3   | Berliner Siedlung – Bahnhof – Kurhaus – Kirdorf – Waldfriedhof | Alpina Transdev     | Stadt Bad Homburg    | 25           | 30                     | 30                          |
| HG-4   | Gartenfeld – Kurhaus – Bahnhof – Gonzenheim | Alpina Transdev     | Stadt Bad Homburg    | 20           | 26                     | 30                          |
| HG-5   | Bahnhof – Kurhaus – Saalburg (- Neu-Anspach) | Alpina Transdev     | Stadt Bad Homburg    | 10 (13)      | 20 (39)                | 90 (60)                     |
| HG-6   | Kirdorf – Kurhaus – Bahnhof – Gonzenheim – Steinkaut | Alpina Transdev     | Stadt Bad Homburg    | 25           | 30                     | 30                          |
| HG-7   | Kirdorf – Kurhaus – Bahnhof – Hochtaunuskliniken – Oberursel-Oberstedten (weiter als Linie 41 nach Oberursel)                                                            | Alpina Transdev     | Stadt Bad Homburg    | 18           | 33                     | 30                          |
| HG-8   | Frankfurt Nieder-Eschbach – Ober-Erlenbach (weiter als Linie 56 nach Friedrichsdorf)                                                                                     | Alpina Transdev     | Stadt Bad Homburg    | 5            | 8                      | 25–35                       |
| HG-11  | Dornholzhausen – Kurhaus – Bahnhof – Gonzenheim – Ober-Eschbach | Alpina Transdev     | Stadt Bad Homburg    | 27           | 43                     | 30                          |
| HG-12  | Kirdorf – Kurhaus – Bahnhof – Gonzenheim – Ober-Eschbach -Ober-Erlenbach (- Gewerbegebiet Lohwald)                                                                       | Alpina Transdev     | Stadt Bad Homburg    | 29 (33)      | 43 (48)                | 30                          |
| HG-17  | Kirdorf – Kurhaus – Bahnhof – Gewerbegebiet Mitte – Hochtaunuskliniken                                                                                                   | Alpina Transdev     | Stadt Bad Homburg    | 18           | 27                     | 30                          |
| HG-21  | Nachtbus: Dornholzhausen – Kurhaus – Bahnhof (weiter als Linie 24 oder 26)                                                                                               | Alpina Transdev     | Stadt Bad Homburg    | 16           | 18                     | 30                          |
| HG-22  | Nachtbus: Kirdorf – Kurhaus – Bahnhof – Gonzenheim – Ober-Eschbach – Ober-Erlenbach                                                                                      | Alpina Transdev     | Stadt Bad Homburg    | 26           | 37                     | 30                          |
| HG-23  | Nachtbus: Gartenfeld – Berliner Siedlung – Bahnhof – Kurhaus – Kirdorf – Waldfriedhof                                                                                    | Alpina Transdev     | Stadt Bad Homburg    | 27           | 35                     | 60                          |
| HG-24  | Nachtbus: Ober-Eschbach – Gonzenheim – Bahnhof (weiter als Linie 21) | Alpina Transdev     | Stadt Bad Homburg    | 11           | 13                     | 60                          |
| HG-26  | Nachtbus: Bahnhof > Gonzenheim > Steinkaut > Bahnhof (weiter als Linie 21)                                                                                               | Alpina Transdev     | Stadt Bad Homburg    | 20           | 21                     | 60                          |
| HG-27  | Nachtbus: Bahnhof > Hochtaunuskliniken > Oberursel-Oberstedten (weiter als Linie 45 nach Oberursel)                                                                      | Alpina Transdev     | Stadt Bad Homburg    | 7            | 14                     | 60                          |
| HG-31  | Schulbus: Dornholzhausen – Kurhaus – Bahnhof – Steinkaut (Maria-Ward-Schule)                                                                                             | Alpina Transdev     | Stadt Bad Homburg    | 21           | 35                     |                             |
| HG-32  | Schulbus: Ober-Erlenbach – Ober-Eschbach – Gonzenheim – Bahnhof – Kurhaus – Kirdorf (Gesamtschule)                                                                       | Alpina Transdev     | Stadt Bad Homburg    | 24           | 40                     |                             |
| HG-33  | Schulbus: Karben-Petterweil – Ober-Erlenbach – Ober-Eschbach – Gonzenheim (-Kurhaus) – Bahnhof (- Gonzenheim) – Steinkaut (Maria-Ward-Schule)                            | Alpina Transdev     | Stadt Bad Homburg    | 20           | 42                     |                             |
| HG-34  | Schulbus: Kirdorf > Gartenfeld > Berliner Siedlung > Bahnhof > Gonzenheim > Steinkaut (Maria-Ward-Schule)                                                                | Alpina Transdev     | Stadt Bad Homburg    | 23           | 34                     |                             |
| HG-35  | Schulbus: Ober-Eschbach > Gonzenheim > Bahnhof > Kurhaus > Kirdorf (Gesamtschule)                                                                                        | Alpina Transdev     | Stadt Bad Homburg    | 17           | 28                     |                             |
| HG-36  | Schulbus: Bahnhof (> Frölingstr./Schule) – Berliner Siedlung – Gartenfeld – Dornholzhausen – Kirdorf (Gesamtschule)                                                      | Alpina Transdev     | Stadt Bad Homburg    | 20           | 32                     |                             |
| HG-39  | Schulbus: Bahnhof – Gonzenheim – Ober-Eschbach – Ober-Erlenbach – Friedrichsdorf (Philipp-Reis-Schule)                                                                   | Alpina Transdev     | Stadt Bad Homburg    | 11           | 26                     |                             |
| HTK-50 | Bad Homburg Bahnhof – Oberursel Hohemark – Schmitten – Neuweilnau – Rod an der Weil Schule                                                                               | HLB Hessenbus       | VHT                  | 31           | 60                     | 120                         |
| HTK-51 | Bad Homburg Bahnhof – Oberursel Hohemark – Niederreifenberg – Schmitten – Rod an der Weil Schule – Hasselbach Ortsmitte                                                  | HLB Hessenbus       | VHT                  | 43           | 80                     | 120                         |
| HTK-54 | Bad Homburg Kurhaus – Kirdorf – Friedrichsdorf – Köppern Linde (-Gewerbegebiet/Waldkrankenhaus)                                                                          | Alpina Transdev     | Stadt Friedrichsdorf | 13           | 27                     | 30/60/90                    |
| HTK-56 | Friedrichsdorf – Seulberg – Ober Erlenbach (weiter als 8 nach Frankfurt Nieder Eschbach)                                                                                 | Alpina Transdev     | Stadt Friedrichsdorf | 16           | 29                     | 25–35                       |
| HTK-57 | (Bad Homburg Bahnhof -) Oberursel Hohemark – Niederreifenberg – Großer Feldberg – Königstein                                                                             | HLB Hessenbus       | VHT                  | 22           | 63                     | 120                         |
| F-65   | Ober-Erlenbach – Nieder-Erlenbach – Bad Vilbel | Transdev Rhein-Main | traffiQ              | 12           | 21                     | Einzelne Fahrten            |
| 245    | Weiltalbus: Bad Homburg – Oberursel Hohemark - | Medenbach Traffic   | RMV                  | 21           | 99                     | 280                         |
| 260    | (Bad Homburg -) Oberursel – Kronberg – Kelkheim | DB Regio Bus Mitte  | RMV                  | 32           | 64                     | 60                          |
| 261    | Bad Homburg – Oberursel – Kronberg – Königstein | DB Regio Bus Mitte  | RMV                  | 32           | 63                     | 30                          |
| 365    | Bad Homburg – Gonzenheim – Ober-Eschbach – Ober-Erlenbach – Nieder-Erlenbach – Bad Vilbel                                                                                | Transdev Rhein-Main | RMV                  | 19           | 47                     | 60                          |
| X26    | Bad Homburg (-Kurhaus) – Oberursel – Königstein – Hofheim – Diedenbergen – Wiesbaden – Klarenthal                                                                        | DB Regio Bus Mitte  | RMV                  | 26           | 90                     | 60                          |
| X27    | Nidderau-Heldenbergen – Groß Karben – Karben-Petterweil – Ober-Erlenbach – Ober-Eschbach – Bad Homburg Bahnhof – Hochtaunuskliniken – Oberursel – Königstein             | DB Regio Bus Mitte  | RMV                  | 39           | 93                     | 60                          |
| S5N    | Nachtbus S5: (Friedrichsdorf <) Bad Homburg – Oberursel – Oberursel-Stierstadt – Oberursel Weißkirchen – Steinbach – F-Rödelheim – F-Bockenheim – Frankfurt Hauptbahnhof | DB Regio Bus Mitte  | RMV                  | 8            | 49                     | Eine Fahrt hin, Zwei zurück |

Von 1899 bis 1935 gab es die elektrische Straßenbahn Bad Homburg vor der Höhe der Elektrizitäts-AG vormals W. Lahmeyer & Co. Dazu gehörte die 1900 eröffnete Saalburgbahn zum Römerkastell Saalburg im Taunus. Von 1910 bis 1962 fuhren elektrische Züge der Frankfurter Lokalbahn von Frankfurt kommend entlang der Louisenstraße bis zum Markt, dann nur noch zum Alten Bahnhof, dem heutigen Rathaus. Die Strecke wird seit dem 19. Dezember 1971 von der Stadtbahnlinie U2 bis Gonzenheim befahren. Derzeit läuft das Planfeststellungsverfahren, um diese Stadtbahnlinie zum Bad Homburger Bahnhof weiterzuführen.
Frühere Überlegungen, die U-Bahn durch Bad Homburg bis zum Sportzentrum Nordwest und sogar über die Saalburg in den Hintertaunus zu verlängern, um den Pendlern auf der überlasteten Bundesstraße 456 einen Anreiz zum Umstieg auf den öffentlichen Personennahverkehr zu geben, werden derzeit nicht mehr verfolgt.
Bad Homburg liegt am Fuß des Saalburgpasses, der Straßenverbindung zwischen Frankfurt und dem Usinger Land. Heute verläuft hier die vielbefahrene Bundesstraße 456. Der Umbau der Peters-Pneu-Kreuzung in Bad Homburg, durch eine Tunnellösung zur Vermeidung des täglichen Staus, ist in Bad Homburg politisch hoch umstritten. Drei Abfahrten der Bundesautobahn 661 erschließen Bad Homburg. Das Bad Homburger Kreuz stellt die Kreuzung zwischen der A 661 und A 5 dar.

### Medien
- Taunus-Zeitung, Regionalausgabe der Frankfurter Neuen Presse für den Hochtaunuskreis
- Bad Homburger Woche, Anzeigenblatt mit umfangreichem redaktionellen Teil
- Regionalbeilage der Frankfurter Rundschau
- Rhein-Main-Zeitung, Regionalausgabe der Frankfurter Allgemeinen Zeitung

Außerdem war Bad Homburg von 2003 bis 2014 Standort des regionalen Fernsehsenders Rheinmaintv für das Rhein-Main-Gebiet.

### Behörden, Gerichte und Einrichtungen
Bad Homburg verfügt über folgende Behörden, Gerichte und Einrichtungen:
- Bundesagentur für Arbeit
- Bundesamt für zentrale Dienste und offene Vermögensfragen, Dienstsitz Bad Homburg
- Bundesausgleichsamt, Dienstsitz Bad Homburg
- Bundesverwaltungsamt, Außenstelle Bad Homburg
- Staatliche Schlösser und Gärten Hessen
- Landratsamt des Hochtaunuskreises
- Finanzamt Bad Homburg v. d. Höhe
- Amtsgericht Bad Homburg v. d. Höhe
- Industrie- und Handelskammer Bad Homburg v. d. Höhe, Geschäftsstelle
- Honorarkonsulat des Großherzogtums Luxemburg

### Bildung

#### Grundschulen
- Friedrich-Ebert-Schule, Gonzenheim
- Grundschule Dornholzhausen
- Grundschule im Eschbachtal, Ober-Eschbach
- Hölderlin-Schule, Bad Homburg
- Ketteler-Francke-Schule, Kirdorf
- Landgraf-Ludwig-Schule, Bad Homburg
- Paul-Maar-Schule, Ober-Erlenbach
- Maria-Scholz-Schule, Bad Homburg

#### Weiterführende Schulen
- accadis International School Bad Homburg – internationales zweisprachiges Gymnasium
- Kaiserin-Friedrich-Gymnasium – Gymnasium mit gymnasialer Oberstufe
- Humboldtschule – Gymnasium mit gymnasialer Oberstufe
- Gesamtschule am Gluckenstein – Gesamtschule mit gymnasialer Eingangsstufe, ohne gymnasiale Oberstufe
- Maria-Ward-Schule – private Realschule und berufliches Gymnasium für Mädchen
- Feldbergschule – Berufsschule, Außenstelle Bad Homburg, Berufsgrundbildungsjahr und -vorbereitungsjahr

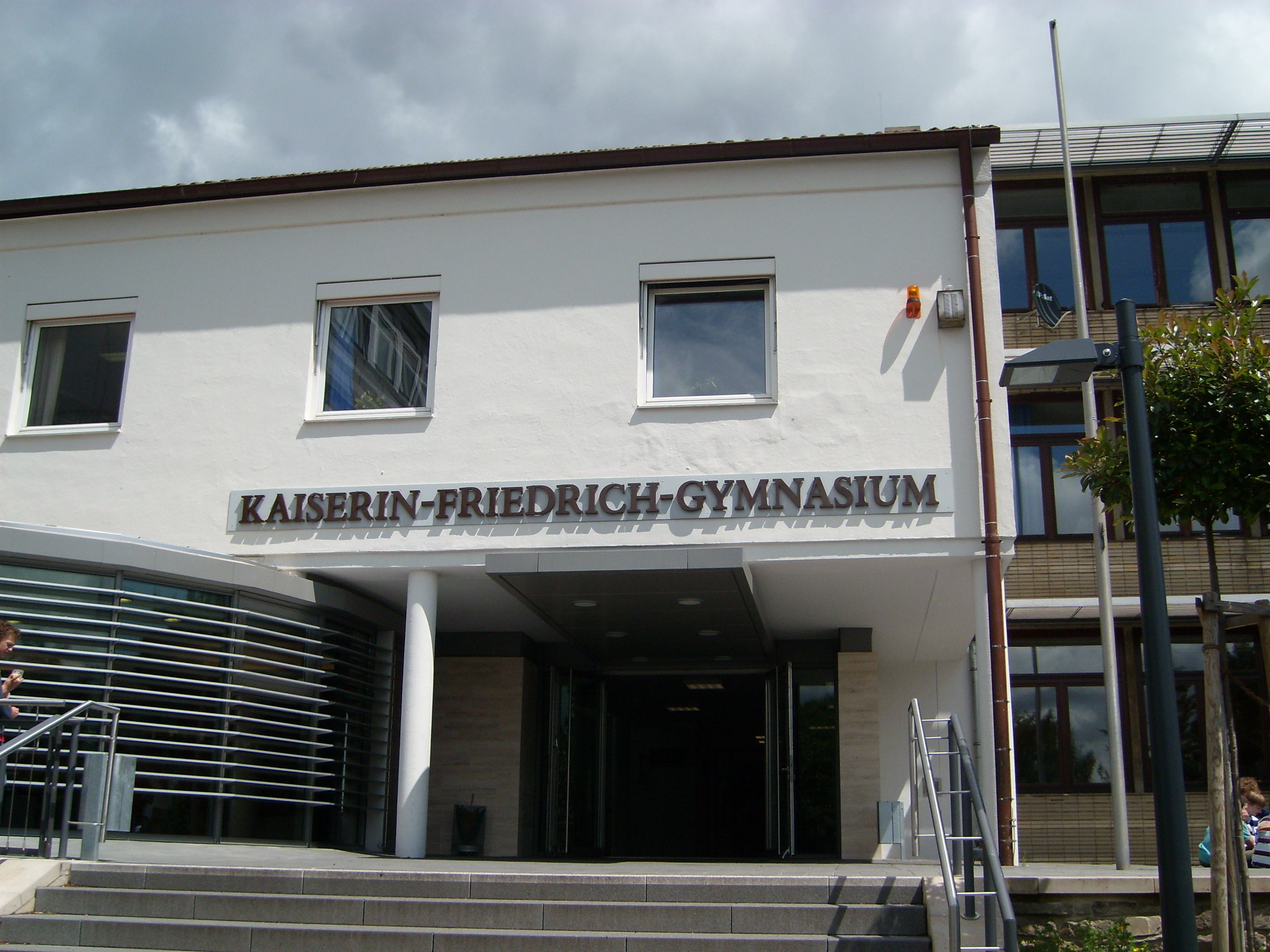
Kaiserin-Friedrich-Gymnasium
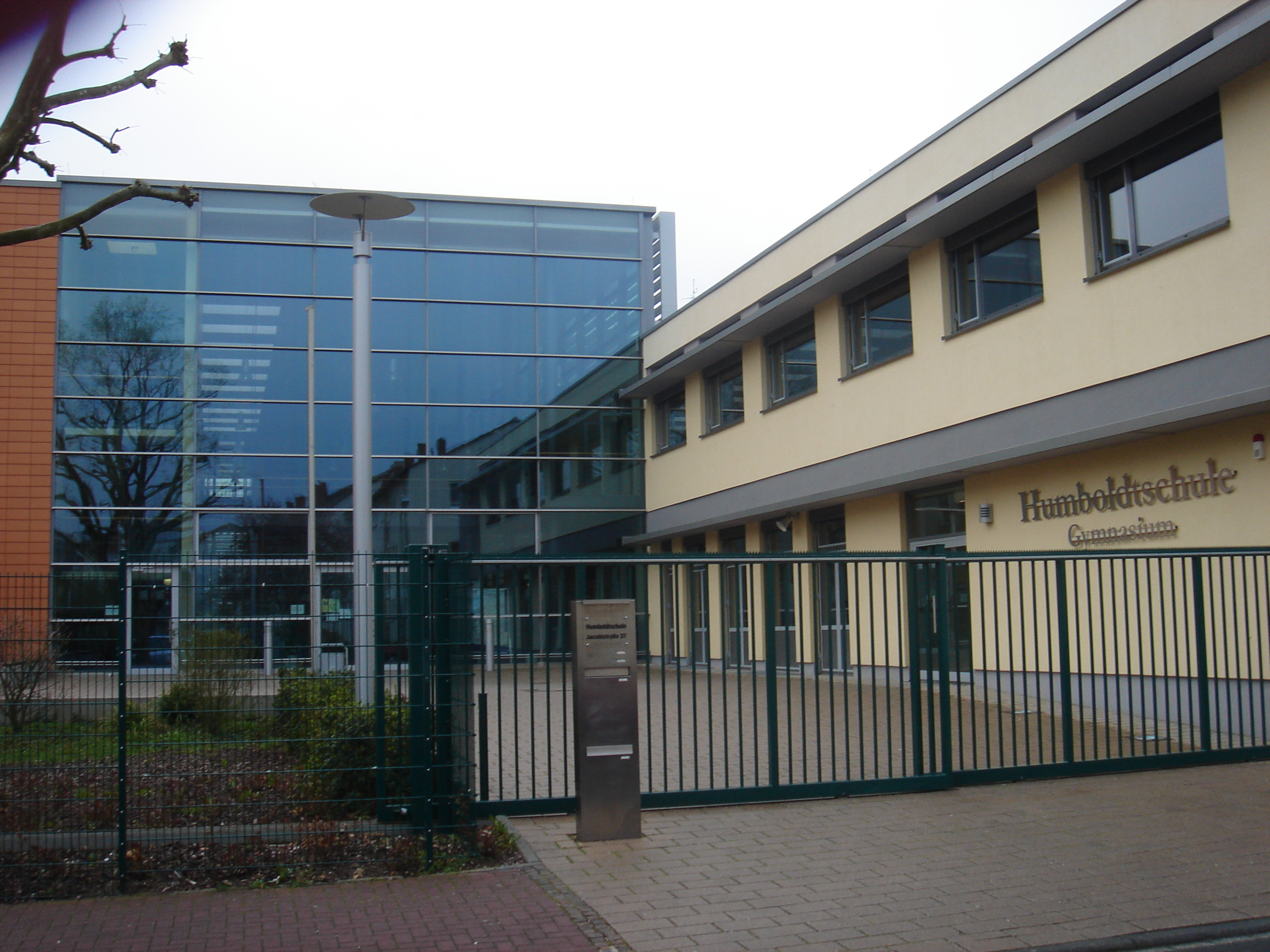
Humboldtschule – Gymnasium
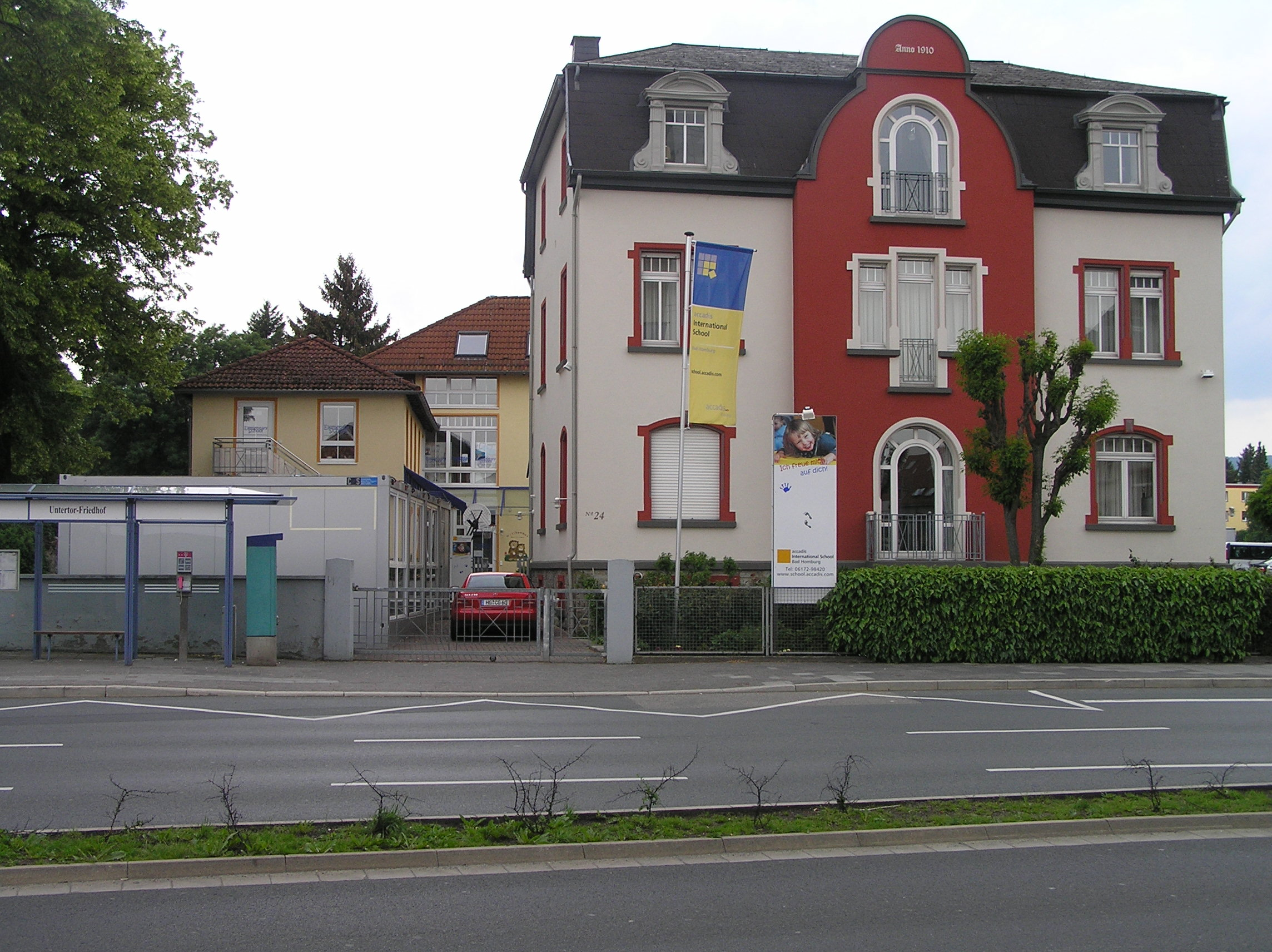
accadis International School Bad Homburg

#### Hochschulen
- accadis Hochschule Bad Homburg – private Wirtschaftshochschule

#### Sonstige Schulen
- International Language School – private Sprachschule
- Maria-Scholz-Schule – Förderschule
- Volkshochschule und Musikschule
- Academy of Fine Art Germany – private staatlich anerkannte Ergänzungsschule

## Kultur und Sehenswürdigkeiten

### Denkmäler
Um das Schloss Bad Homburg erstreckt sich der Schlosspark Bad Homburg, ein nach englischem Vorbild entstandener Landschaftsgarten und Teil der Landgräflichen Gärten Bad Homburg, die sich bis zum Gotischen Haus aufreihen.
Im Kurpark stehen unter anderem Denkmäler für Friedrich Hölderlin, Fjodor Dostojewski, Samuel Agnon, Peter Joseph Lenné, Wilhelm Filchner, Maximilian Oskar Bircher-Benner, die Kaiser Wilhelm I., Wilhelm II. und Friedrich III. sowie seiner Gattin Victoria.
Ein Mahnmal in der Elisabethenstraße erinnert an die 1938 während des Novemberpogroms zerstörte neue Synagoge von 1864 und die Deportation der Bad Homburger Juden im Jahr 1942.
Im Forstgarten befindet sich das Naturdenkmal Krausbäumchen, eine Süntel-Buche. Das heutige junge Bäumchen ist allerdings nur eine Ersatzpflanzung für das ursprüngliche Exemplar, das 1966 einem Sturm zum Opfer fiel. Die Felsengruppe Rabenstein, ebenfalls ein Naturdenkmal, ist bei Kirdorf zu finden. An der Gemarkungsgrenze zwischen Kirdorf und Bad Homburg befindet sich der Gluckenstein.
Auf dem Waisenhausplatz wurde 1875 das Kriegerdenkmal 1870/71 errichtet.
Zwischen Taunus-Therme und Seedammbad erinnern drei Basaltstelen an den an dieser Stelle ermordeten Alfred Herrhausen.
Etwa sieben Kilometer nordwestlich des Stadtzentrums erhebt sich mit 591 Metern der Herzberg mit einem Aussichtsturm.

### Museen
- Museum im Gotischen Haus
- Museum Sinclair-Haus
- Schloss Bad Homburg
- Kastell Saalburg

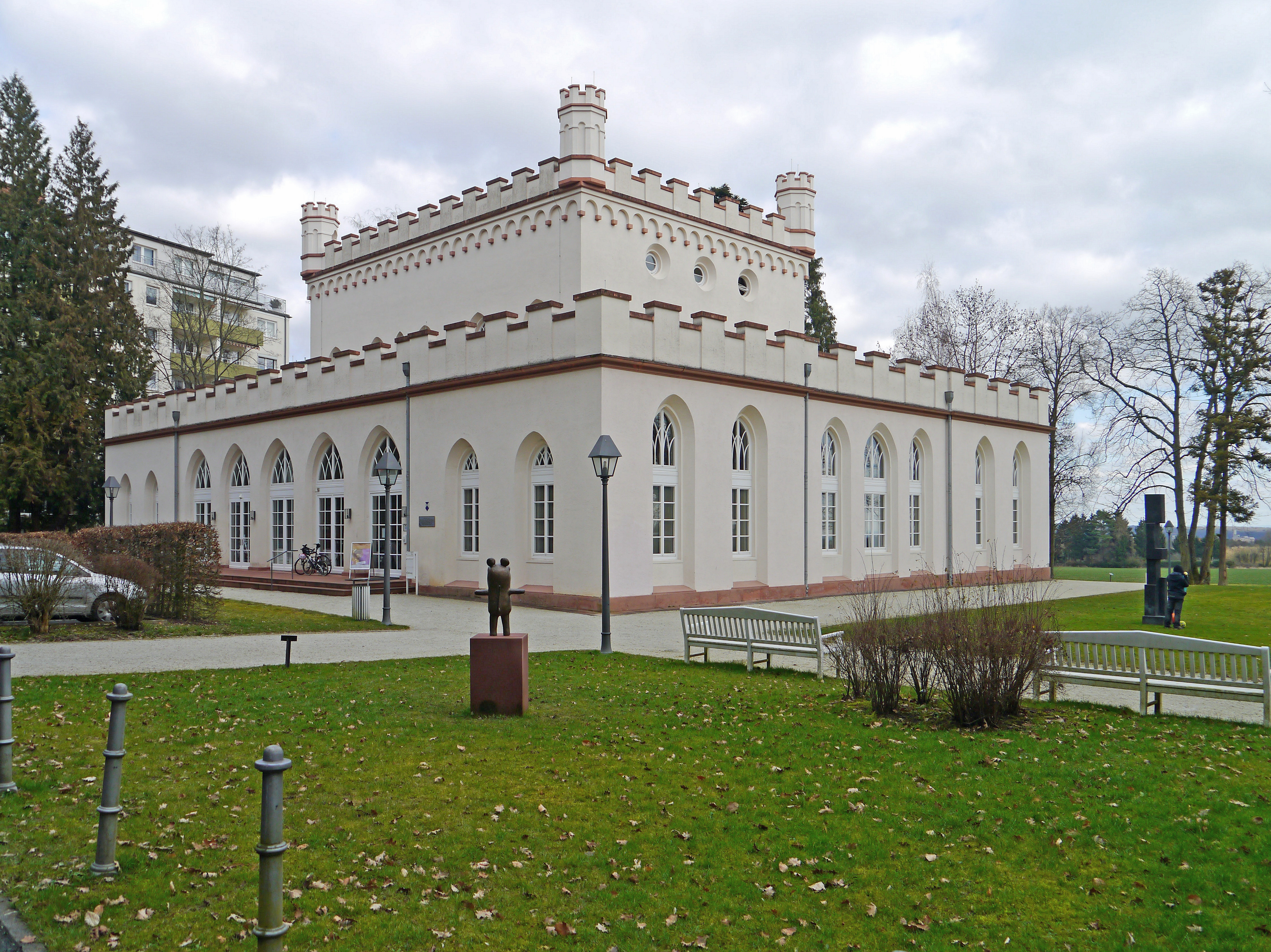
Gotisches Haus

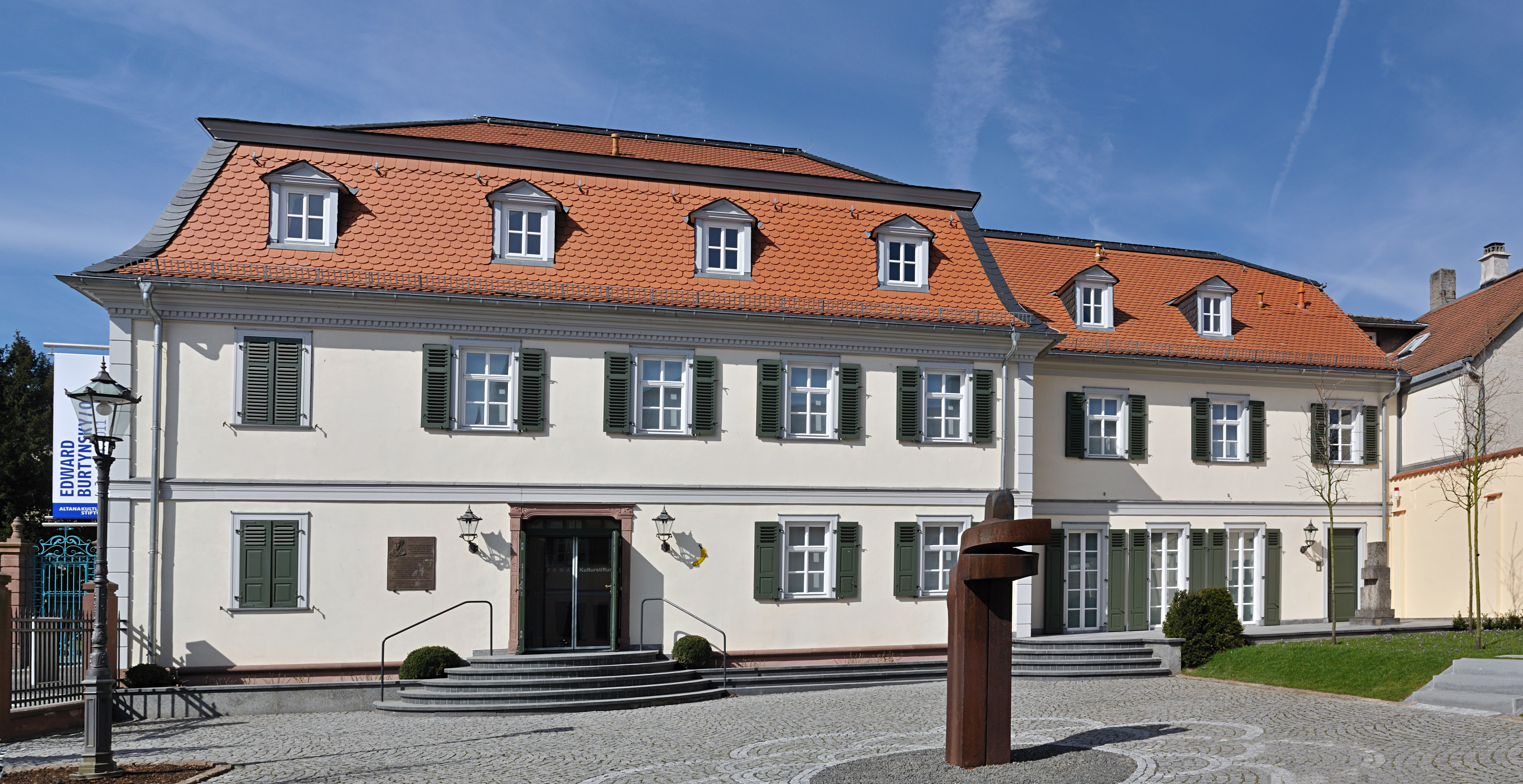
Museum Sinclair-Haus

- Central Garage, Automuseum mit Wechselausstellungen
- Horex Museum
- Heimatmuseum Kirdorf
- Heimatmuseum Gonzenheim
- Museum Ober-Erlenbach

### Kulturelle Veranstaltungen
Seit über 40 Jahren findet jährlich in der Innenstadt der internationale Stadtfest statt. Bei diesem Fest steht die kulturelle Vielfalt Bad Homburgs im Mittelpunkt. Diverse kulturelle Vereine bieten an diesem Tag kulinarische und musikalische Angebote. Das Stadtfest verdeutlicht nun mehr die Bedeutung der Vielfalt in Deutschland.
Seit 1997 findet alle zwei Jahre im Kurpark eine Skulpturenausstellung mit renommierten Bildhauern der Gegenwart verbunden mit einem Förderpreiswettbewerb unter dem Namen Blickachsen statt. Außerdem wird seit 1989 jedes Jahr am 6. Juni, dem Vortodestag Friedrich Hölderlins, zusammen mit einem Förderpreis der Friedrich-Hölderlin-Preis der Stadt Bad Homburg verliehen.
Seit 1995 findet alle zwei Jahre Fugato, ein internationales Orgelfestival mit weltbekannten Musikern sowie einem weiteren Förderpreis statt. Außerdem findet seit 1935 (zwischenzeitlich wegen des Zweiten Weltkrieges unterbrochen) immer am ersten Septemberwochenende das Laternenfest Bad Homburg statt.
Im Jahr 2000 wurden die Bad Homburger Schlosskonzerte wieder ins Leben gerufen.
Das Tennisturnier WTA Bad Homburg (Bad Homburg Open), das in der Saison als Generalprobe vor dem Grand-Slam-Turnier in Wimbledon gilt, wurde in Bad Homburg 2021 erstmals veranstaltet. 2021 wurden die Bad Homburg Open vom 20. Juni bis 26. Juni ausgetragen. Spielstätte für das Turnier ist der Tennis Club Bad Homburg im Kurpark. Das Teilnehmerfeld umfasst 32 Spielerinnen (Einzel) und 16 Paare (Doppel).

### Bad Homburger Stiftungen
In Bad Homburg existieren die Bleib-Gesund-Stiftung, die den Oskar-Kuhn-Preis verleiht, die Else-Kröner-Fresenius-Stiftung, die Flersheim-Stiftung, die Fritz-Acker-Stiftung zur Förderung der medizinischen Forschung zum Nutzen der Allgemeinheit, die Herbert-Quandt-Stiftung der Altana, die Johanna-Quandt-Stiftung, die Martin-Carl-Adolf-Böckler-Stiftung, die die „Homburger Gespräche“ organisiert, die gemeinnützige Patienten-Heimversorgung sowie die Stiftung, die Johann Christian Rind 1776 testamentarisch verfügte. Außerdem die Rotary-Bad Homburg-Schloss-Stiftung und die Werner-Reimers-Stiftung.

### Sportveranstaltungen
Das Gordon-Bennett-Rennen 1904 rückte Bad Homburg in den Mittelpunkt der Sportwelt. Seit 2021 wird das internationale Damen-Tennisturnier Bad Homburg Open veranstaltet.

### Sportvereine in Bad Homburg (Auswahl)
- Baseball- und Softballverein Bad Homburg Hornets, gegründet 7. Juli 1992, Baseball-Bundesliga
- Budokan Bad Homburg, gegründet 1957, ältester Karateverein in Deutschland
- DLRG-Ortsgruppe Bad Homburg
- Royal Homburger Golf Club 1899, der Old Course im Kurpark ist der älteste Golfplatz in Deutschland. Er wird seit 1889 bespielt[48]
- Homburger Turngemeinde, gegründet 1846
- Luftsportclub Bad Homburg, Betreiber des Flugplatzes Anspach
- SpVgg Bad Homburg, der führende Fußballverein vor Ort; 1973 Deutscher Amateurmeister
- Tennisclub im Kurpark, gegründet 1876, der älteste Tennisclub auf dem Festland
- TSG Ober-Eschbach
- TTC OE Bad Homburg, Tischtennis-Bundesliga
- TV Gonzenheim 1894 e. V.[49]
- SG Ober-Erlenbach

### Soziale Vereine in Bad Homburg
- Bad Homburger Hospiz-Dienst
- Bad Homburger Waldkinder
- Bund der Vertriebenen Ortsverband Bad Homburg
- Bürgerhilfe Bad Homburg
- Taunus-Pfadfinder
- Weißer Ring

### Skulpturenallee
Die sogenannte Skulpturenallee zwischen Bahnhof und Rathaus in Bad Homburg ist eine Grünanlage neben dem Gebäude der ehemaligen Bundesschuldenverwaltung, dem heutigen Technischen Rathaus der Stadtverwaltung, in dem eine Reihe von Skulpturen namhafter Künstler ausgestellt sind.

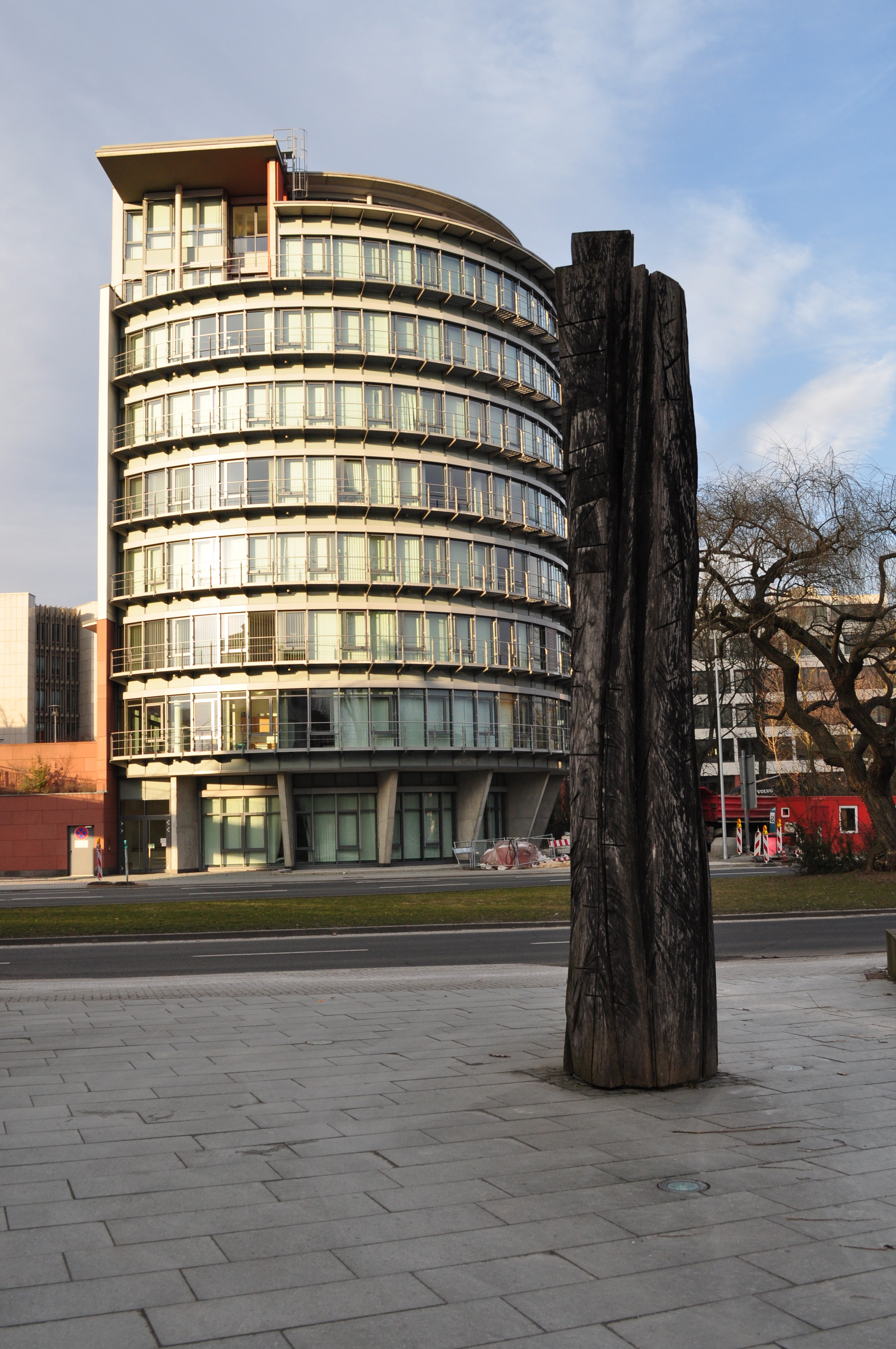
Erwin Wortelkamp, „Für Lenné“, 2001
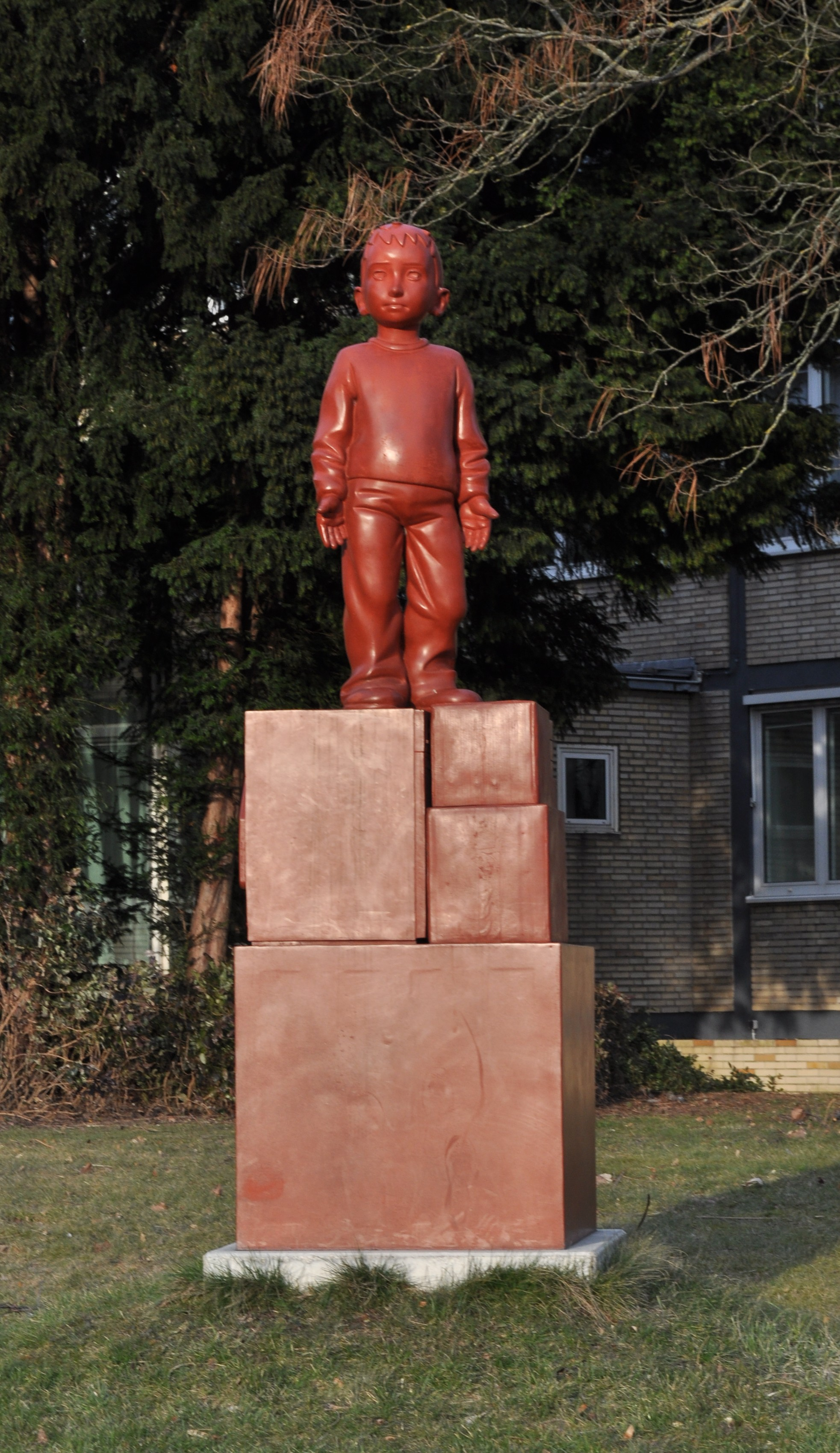
Kenny Hunter, Red Boy, 2007
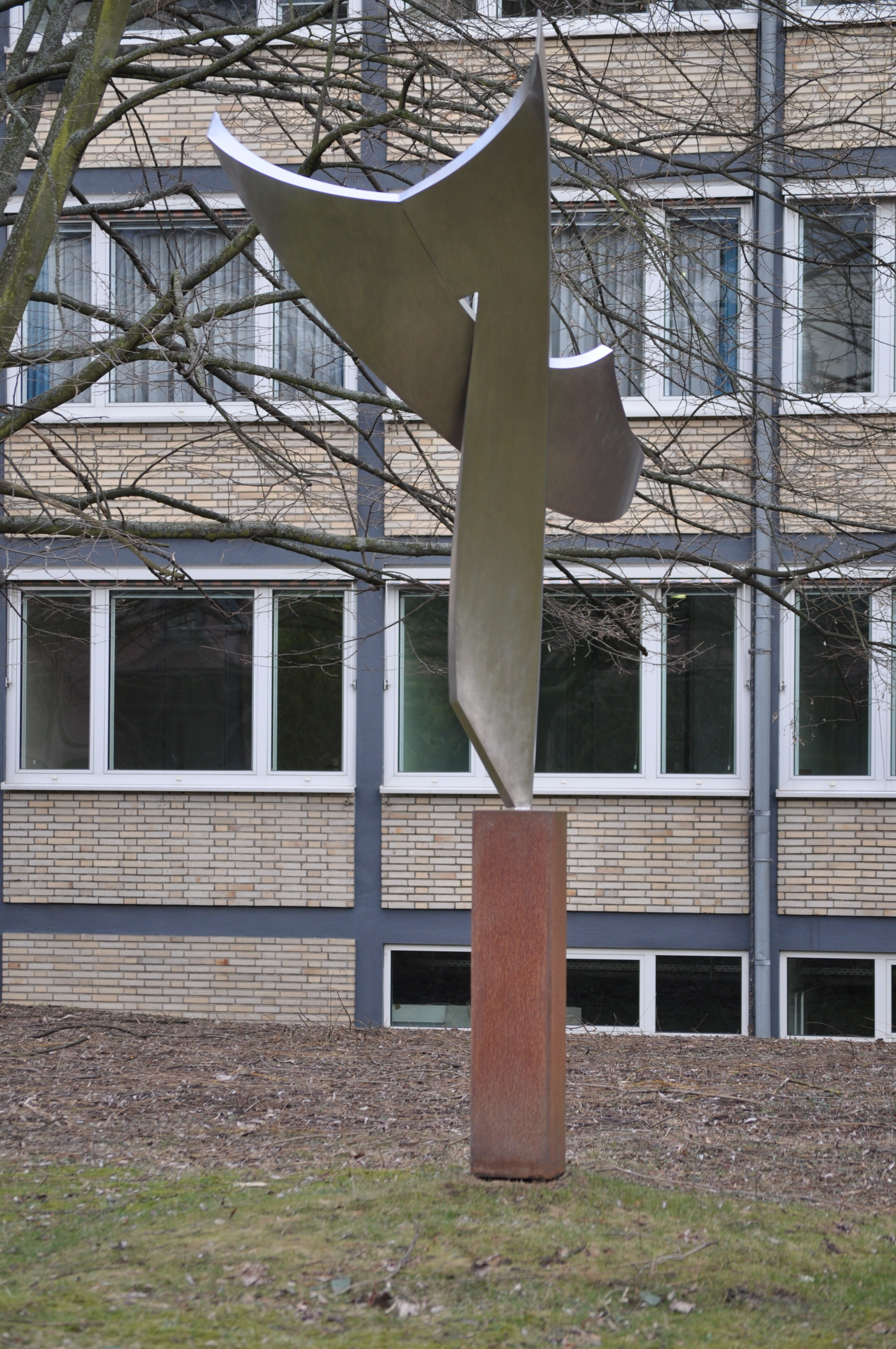
Karl Menzen, Tanz Solo, 2008
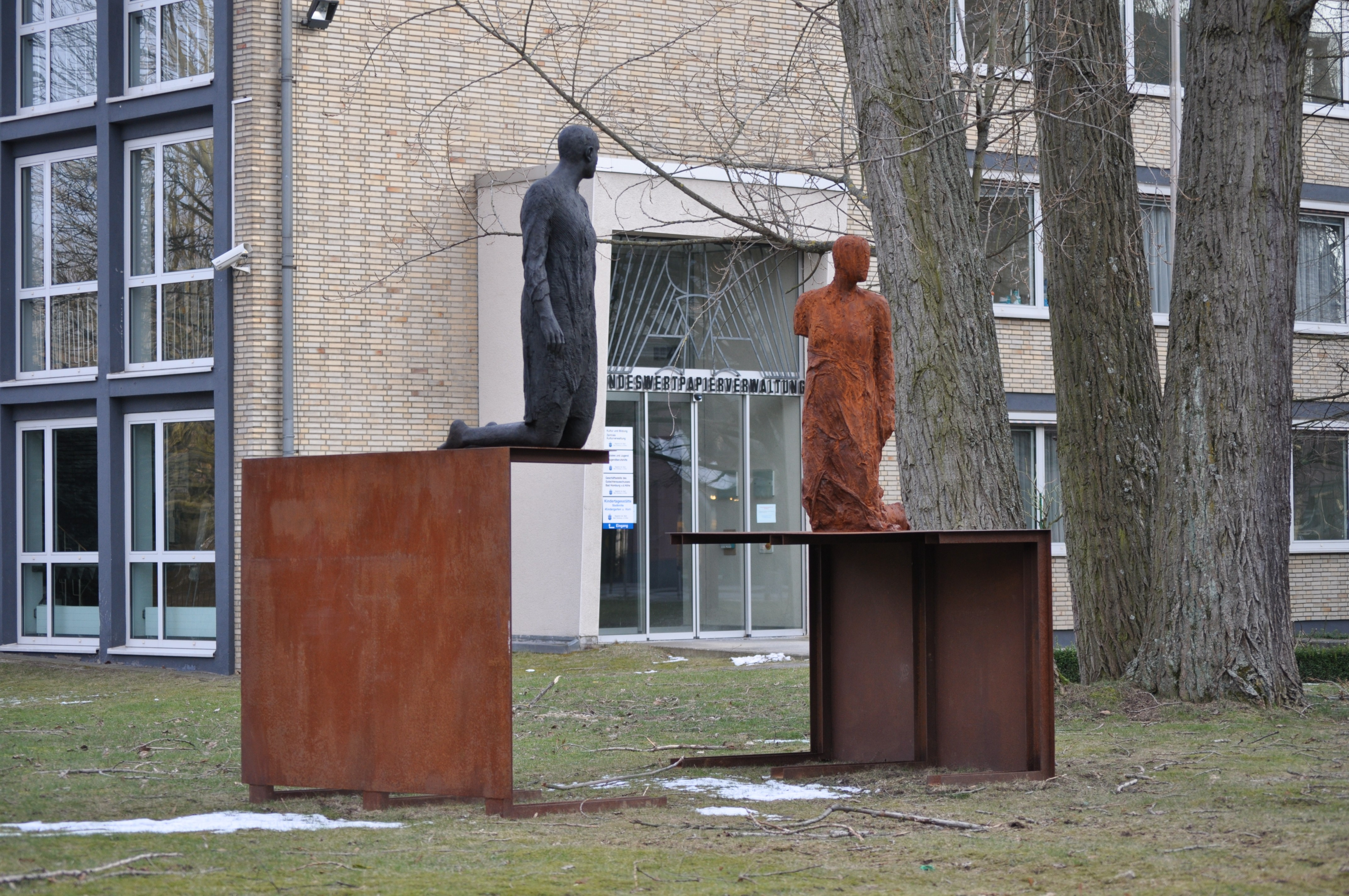
Hanneke Beaumont, Melancholia I, 2009
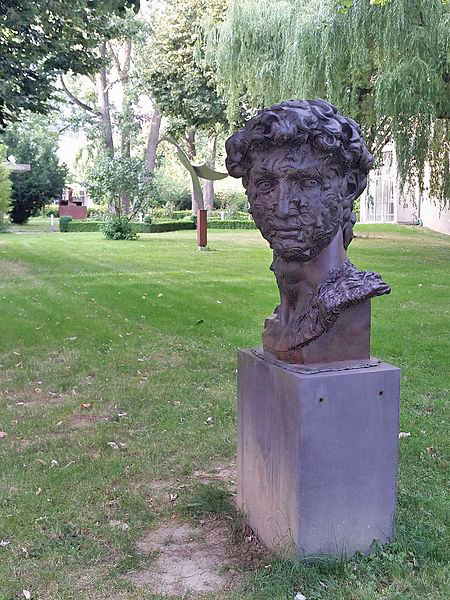
Caspar Berger, David, Selbstporträt, 2009
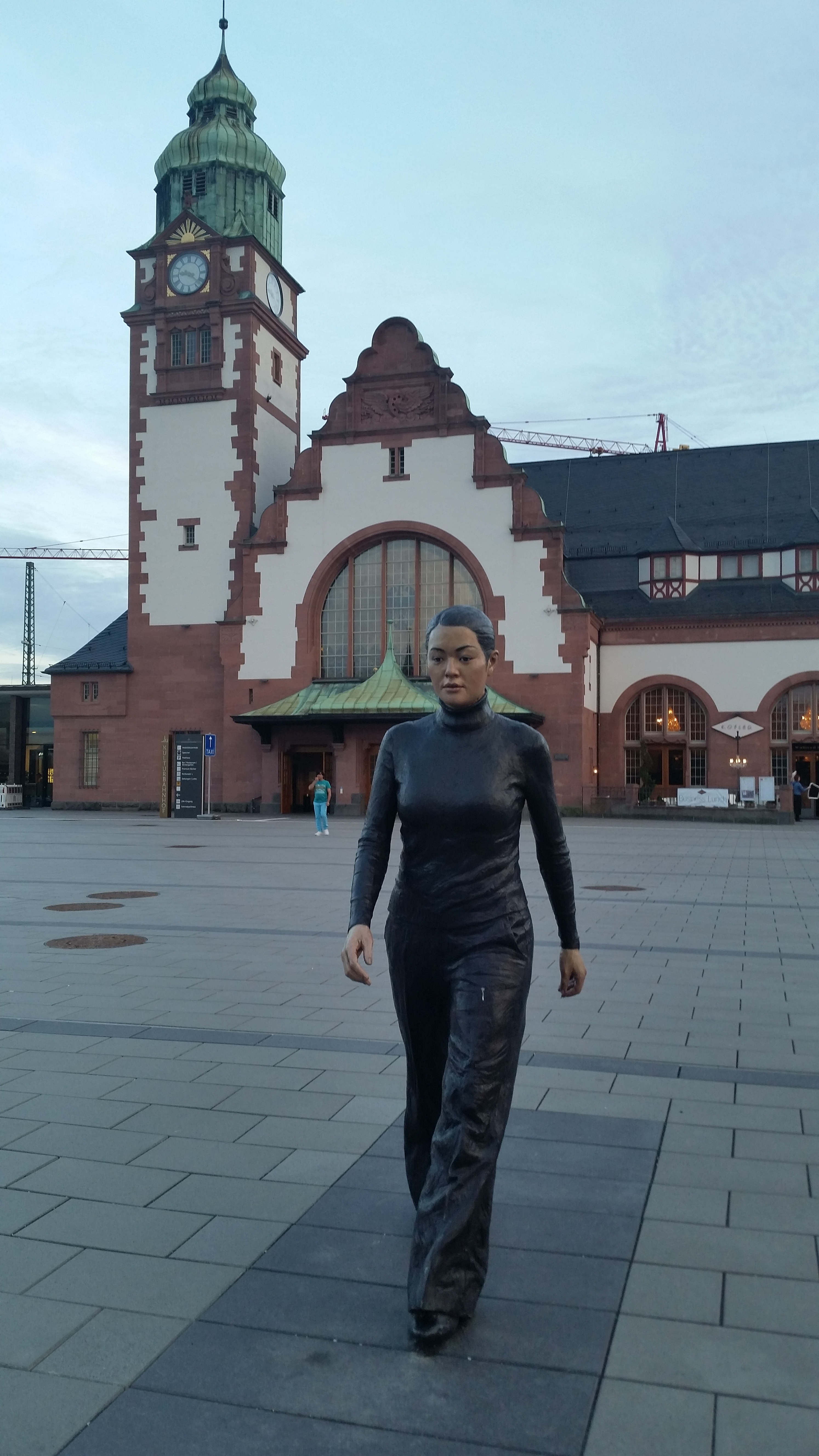
Sean Henry, Walking Woman, 2008
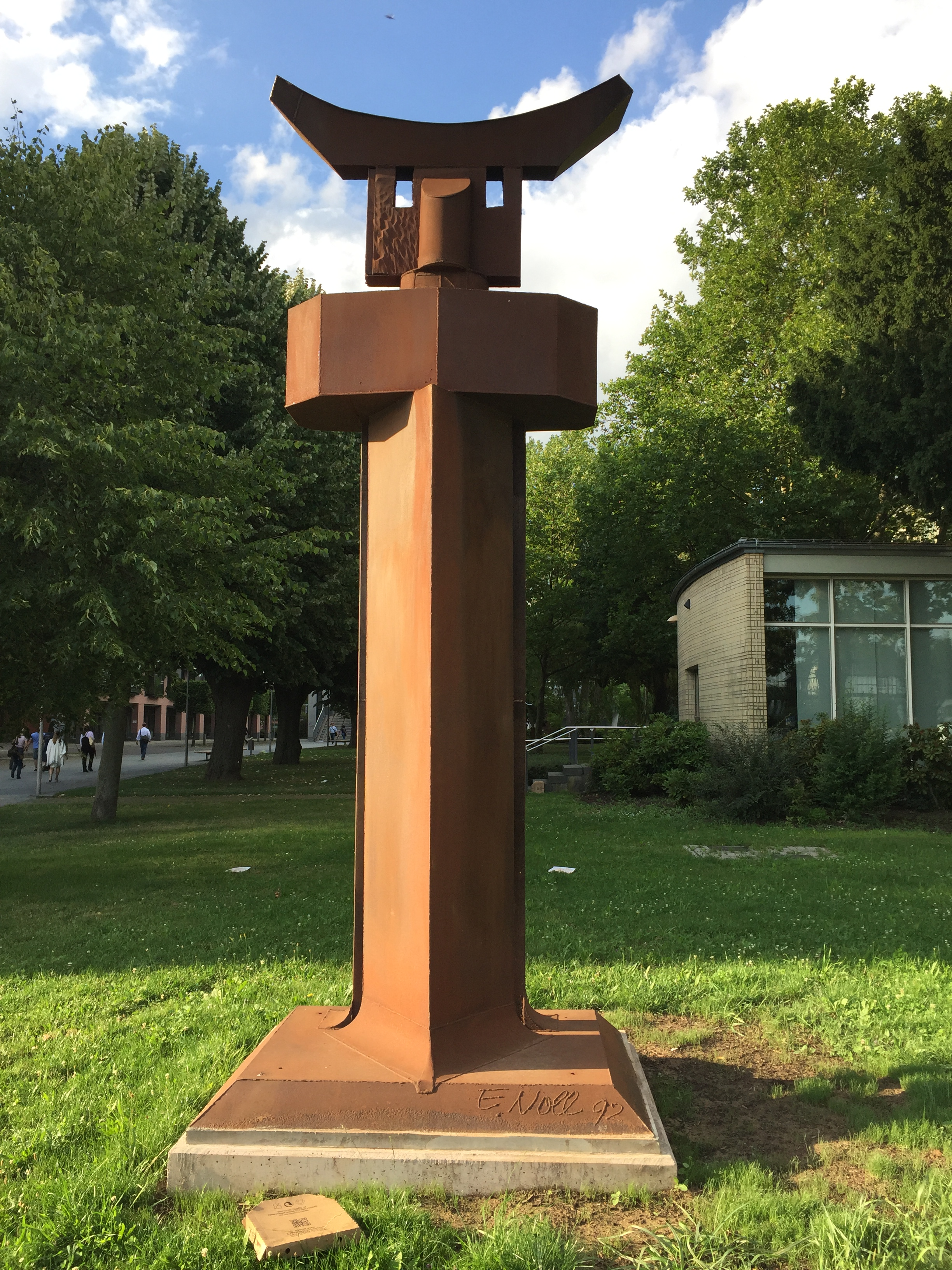
Erwin Noll, Der Wächter, 1993

### Bad Homburg als Romanstoff
Der Roman In Sachen Mensch, geschrieben von der seit 1948 dort lebenden Ursula Rütt, ihr Mann Walter leitete die örtliche Kriminalpolizeistelle, erschien 1955 im Zürcher Steinberg-Verlag. Seine knapp 300 Seiten erregten erhebliches Aufsehen und standen zwischen 1955 und 1958 im Mittelpunkt dreier Gerichtsverfahren; der Titel wurde zeitweise beschlagnahmt. Die Autorin, wegen Beleidigung und Verleumdung angeklagt, wird später freigesprochen, die Beschlagnahme des Buches aufgehoben. Rütt schildert in ihrem Buch das Agieren der Stadtverwaltung und anderer lokaler Behörden sowie das Leben in der Stadt, die nie mit Namen genannt wird. Rütt benutzt für die handelnden Figuren Decknamen und beschreibt eine „unheilvolle Mixtur aus Vetternwirtschaft und Korruption, Ehebruch und Homosexualität“, so die Frankfurter Rundschau. Nach dem Erscheinen des Buches war, so der Lokalhistoriker Dieter Metz, „der Alltag für viele der Betroffenen nicht mehr auszuhalten“.
1960 erschien ein weiterer Roman der Schriftstellerin „Nachtgesellschaft“, der im Milieu von Spielbanken handelt und sich mit den Schicksalen von Glückspielern beschäftigt.
Das Ehepaar Rütt starb 2002 unter ungeklärten Umständen in der Provence, in der es seit einigen Jahren gelebt hatte.